# Valpolicella
La Valpolicella (Valpolesèla in veronese) è la zona collinare che precede l'inizio delle Prealpi Veronesi, nella Regione Veneto. Essa comprende il territorio di sette comuni, tutti appartenenti alla provincia di Verona. L'area si estende per 240 km², confinando a sud con il fiume Adige, è delimitata ad est dalle colline a nord di Parona e di Quinzano e dalla Valpantena, mentre a nord si protrae fino ai monti Lessini. A ovest è invece separata dalla Vallagarina dal monte Pastello.
Rinomata fin dai tempi di Roma antica per la viticoltura, e in particolare per il vino Amarone della Valpolicella, è altresì importante per l'estrazione del marmo rosso di Verona. Dal punto di vista architettonico, il paesaggio della Valpolicella è adornato di ville venete di grande pregio ed è abbellito da capitelli votivi, chiesette, pievi, contrade e corti, che arricchiscono il territorio con testimonianze di anni di storia.

## Geografia

### Confini e paesaggio
Con il toponimo Valpolicella si indicano comunemente: le tre vallate dei torrenti (chiamati in dialetto "progni") che scendono dai Lessini a occidente di Verona, i monti che le separano e una larga zona d'alta pianura terrazzata che accompagna l'Adige dalla chiusa di Ceraino (presso Rivoli Veronese) fino a Parona. I confini verso monte sono incerti: è assente un limite naturale tra la Valpolicella e la Lessinia, dato che la prima è una regione per motivi storici più che geografici. Geograficamente si potrebbe intendere come confine il bacino del progno di Fumane fino al monte San Giovanni, includendo quindi Breonio ed escludendo parte di Sant'Anna d'Alfaedo.
Nella Valpolicella si possono distinguere tre zone, nettamente diverse per natura morfologica, geologica e per la vegetazione presente. La parte posta più a nord è caratterizzata da una zona montuosa (costituita da calcari cretacei) che va a formare l'ampio pianoro dei Lessini. Qui sono presenti ampi prati dove in estate è facile trovare capi di bestiame portati al pascolo. La zona è povera di grandi corsi d'acqua; ciononostante il paesaggio risulta diviso in gradini e ripiani alternati da cavità carsiche scavate nel corso di millenni.
La zona collinare, disposta subito più a sud di quella montana, è formata da propaggini meridionali parallele ai monti che, con dossi allungati, vanno a dividere le già citate tre valli dei progni. Questa zona è quella più classica per la coltivazione della vite, che avviene spesso su particolari terrazze artificiali realizzate in pietra e denominate (nel dialetto veneto) "marogne". Nella zona più bassa è coltivato intensamente anche l'ulivo. Come nella zona montana, anche qui sono presenti calcari cretacei costituiti da ampi strati di basalto.
Nella parte più meridionale della Valpolicella troviamo una zona pianeggiante venutasi a formare dai sedimenti delle alluvioni, sia del fiume Adige che da quelle dei tre progni. La recente bonifica e l'opera d'irrigazione ne hanno fatto un luogo fertile che vanta coltivazioni di ortaggi, pescheti e ciliegeti di grande pregio, oltre che dei classici vigneti.
A partire dal 1950 il paesaggio della valle è stato teatro di radicali trasformazioni, dovute a un'intensa e disordinata attività edilizia conseguente alla crescita economica e industriale del dopoguerra. Comuni locali e soprintendenza hanno fatto ben poco per attenuare e regolamentare questo fenomeno che ha rappresentato un vero sfregio per la bellezza della vallata e che ancora oggi la minaccia.
La parte della Valpolicella che più ha pagato questa "cementificazione" è stata quella mediana. Essa è attraversata dalla strada provinciale sul percorso Parona-San Pietro in Cariano-Sant'Ambrogio, appartenente al primo tratto della soppressa ferrovia Verona-Caprino-Garda. La strada, studiata inizialmente perché fosse un'arteria di interesse panoramico e turistico, ha visto sorgerle a ridosso costruzioni di ogni tipo e destinazione. Anche la collina non è rimasta immune al problema: a Negrar, in particolare, sono sorte alcune vaste zone residenziali che ne hanno snaturato il paesaggio, tanto da arrivare a far coniare il neologismo "negrarizzazione" a indicarne il fenomeno.

### Geologia
Il primo periodo in cui si può classificare la storia geologica della valle è quello definito come "marino" ed è datato oltre 100 milioni di anni fa. A questa fase risalgono i vari depositi calcarei, di diverse colorature, ricchi di reperti fossili. Questi depositi hanno poi reso possibile la formazione dei marmi che oggigiorno vengono qui estratti.
Nel secondo periodo si verifica l'emersione delle terre dal mare: è caratterizzato, nello strato inferiore da calcari compatti (oggi utilizzati per la produzione di cemento) mentre in quello superiore da pietre, ricche anch'esse di fossili, le cosiddette "pietre di Prun". L'intensa attività vulcanica dell'era terziaria origina a diversi strati di tufi e basalti.
Proprio a seguito del periodo dell'emersione delle terre, durato oltre 20 milioni di anni, la morfologia del territorio si evolse. Il successivo periodo neozoico, grazie al fenomeno delle glaciazioni, contribuì al modellamento e alla sagomatura delle colline. Fondamentale anche l'azione del fiume Adige che, grazie a vaste alluvioni, creò dei depositi superficiali; e infine l'erosione, compiuta dai numerosi torrenti, originò diverse strette insenature nella roccia, il cosiddetto "vaio".

### Idrografia

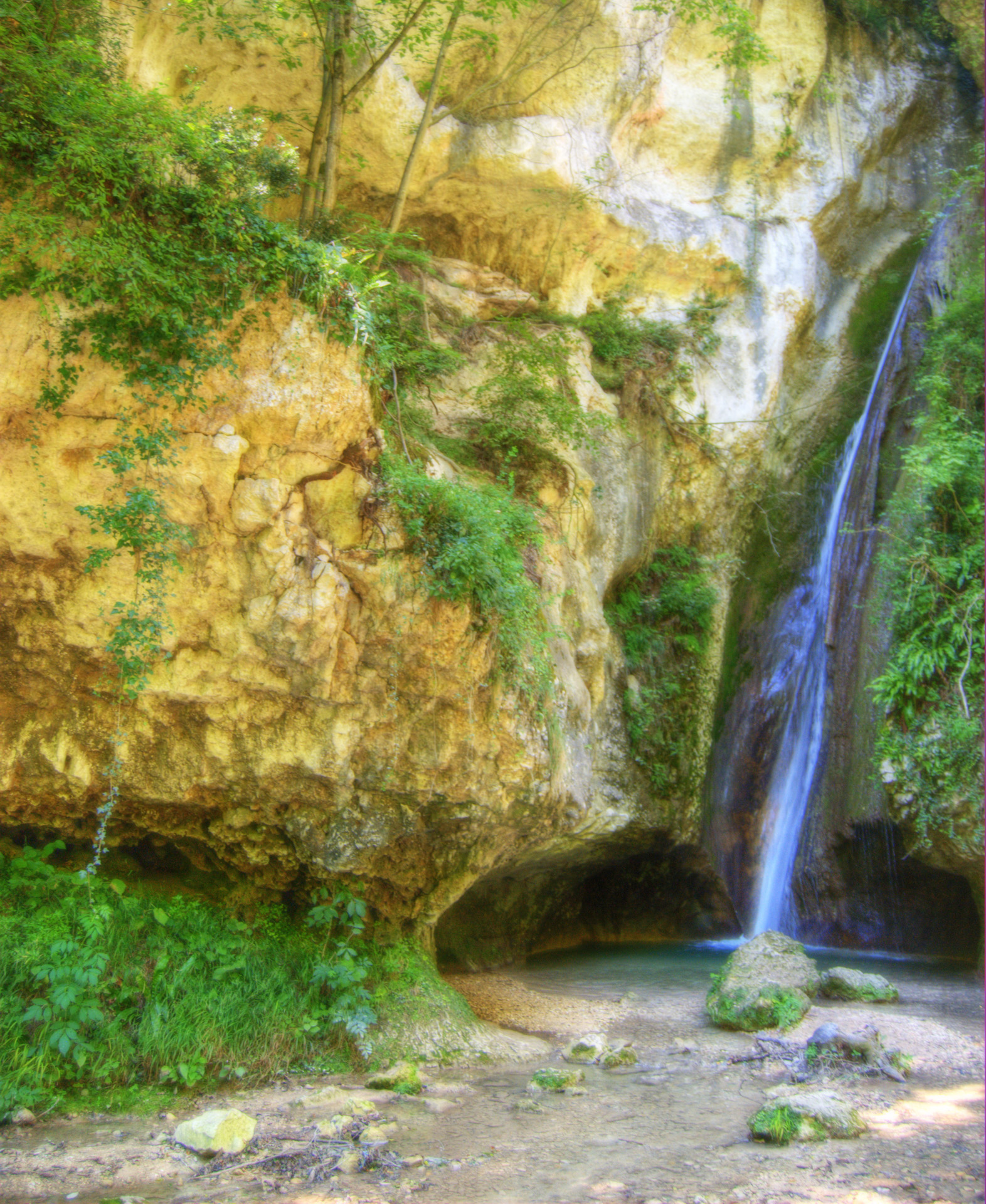
Le cascate di Molina

A sud, la Valpolicella è delimitata dal fiume Adige, che rappresenta il maggior corso d'acqua della zona. La valle è poi caratterizzata dalla presenza di numerosi progni, dalla portata incostante nel corso dell'anno, che nei millenni hanno partecipato alla modellazione delle valli che la compongono.
La valle di Fumane è percorsa dal progno di Fumane (che si forma dal vaio di Vaiara e dalla sengia Canala, localizzati sopra Molina e dal progno di Spiazzo e dal rio di Mondrago) a cui si aggiunge il torrente che scorre nel vaio di Lena che scende da Cavalo. Nella vallata di Marano e di Negrar troviamo i relativi e omonimi progni che raccolgono le acque provenienti da numerosi corsi d'acqua posti nell'alta Valpolicella.

### Clima
Il clima della Valpolicella è complessivamente buono durante tutto il periodo dell'anno, soprattutto durante la stagione invernale, grazie alla protezione a nord dei monti Lessini e alla buona esposizione al sole verso sud, tanto da farlo avvicinare molto a quello di tipo mediterraneo, testimoniato dalla presenza di numerosi cipressi ed ulivi. Le peculiarità climatiche del luogo sono certamente influenzate dalla sua conformazione fatta di valli poste in una direzione nord-sud.
Nei mesi invernali la temperatura generalmente risulta più bassa nelle zone pianeggianti rispetto alla collina e raramente scende di molti gradi sotto lo zero. D'estate le temperature massime si aggirano mediamente tra i 25-30 gradi e le minime tra i 18 e i 20, con una lieve differenza tra la collina, generalmente più fresca e ventilata, e la zona pianeggiante.
Per quanto riguarda la classificazione climatica dei vari comuni:
| Comune                        | Fascia climatica | Gradi giorno |
| ----------------------------- | ---------------- | ------------ |
| Sant'Ambrogio di Valpolicella | E                | 2.579        |
| Fumane                        | E                | 2.618        |
| Sant'Anna d'Alfaedo           | F                | 3.819        |
| Negrar                        | E                | 2.605        |
| San Pietro in Cariano         | E                | 2.439        |
| Marano di Valpolicella        | E                | 2.865        |
| Pescantina                    | E                | 2.324        |

La piovosità annua è di 850 mm circa nella zona più pianeggiante, di 1.200 mm circa nella zona tra i 500 ed i 700 m e infine di 1000 mm circa nella zona montana. Le precipitazioni sono concentrate soprattutto in primavera e autunno, mentre in estate si possono verificare intensi fenomeni temporaleschi, talvolta accompagnati da grandine. La neve è rara e generalmente non si mantiene a lungo.
I venti invernali dominanti sono la bora, che soffia da nord-est, e lo scirocco, proveniente da sud-est. Talvolta si sperimenta anche il vento di föhn, caratterizzato da raffiche molto elevate. D'estate si hanno, di norma, leggere brezze.

## Toponimo

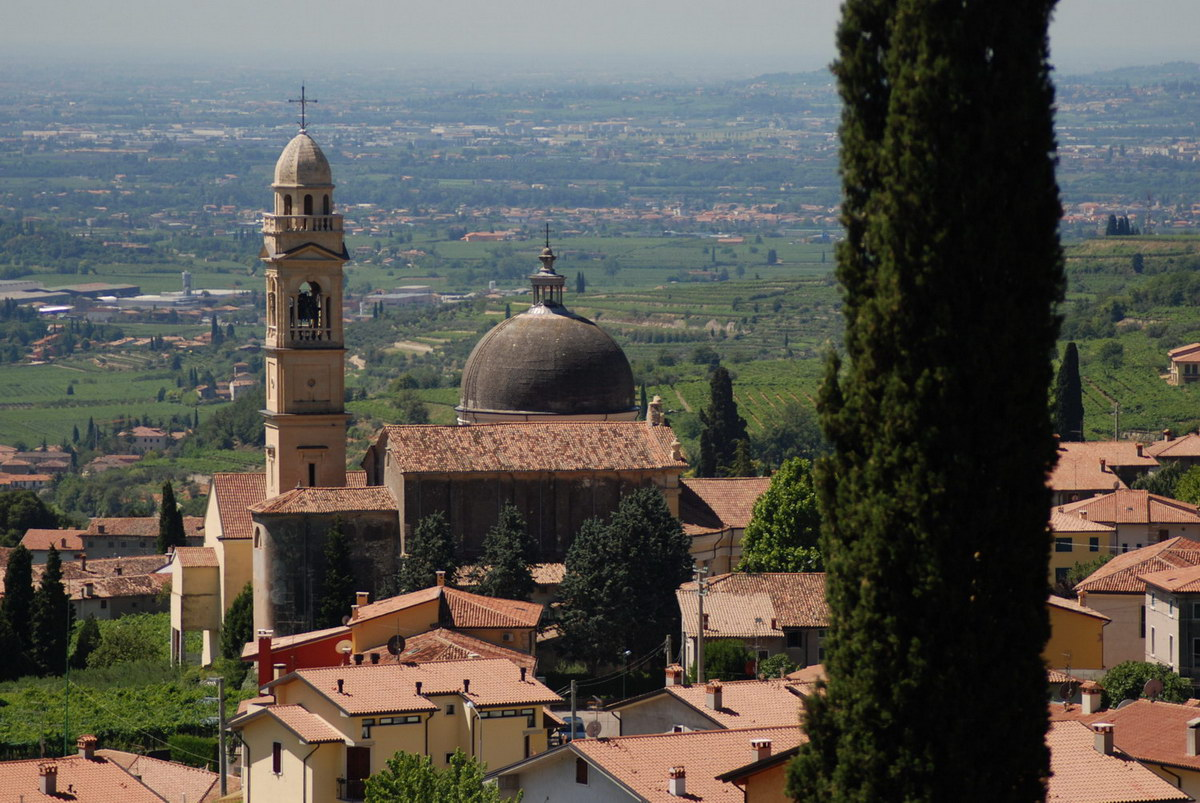
La chiesa di Marano di Valpolicella

Il significato del nome "Valpolicella" non è certo ed è stato oggetto di svariati dibattiti lungo i secoli. Una delle ipotesi fatte è che derivi dal latino Vallis-polis-cellae, parola composta dal latino "vallis", valle, e dalla parola greca poli, suffisso che significa molti, e dalla radice kell, comune al greco, kelarai, al latino, cella, ma anche al tedesco, keller, che significa cantina, che quindi tradotto letteralmente significa "valle dalle molte cantine". In realtà, però, il termine non compare prima del XII secolo; infatti fino allora si parla sempre di una Valpolicella divisa in due grandi territori: la val Veriago (la parte più orientale con Negrar) e la val Pruviniano (la parte centrale). I primi documenti (1177), inoltre, riportano la dicitura "polesela", senza la "c" dell'ipotetica etimologia latina "cellae". Il toponimo, quindi, è forse originato dal fatto che i funzionari del Comune di Verona, incaricati della amministrazione della valle, arrivavano lungo l'Adige fino a Pol (Santa Lucia di Pescantina) e da lì poi si spostavano poi negli altri paesi vicini: da qui deriverebbe quindi Valpolesela, cioè valle di Pol.
Molto affascinante, ma priva di un reale fondamento storico, è l'etimologia proposta dagli umanisti che la ricercarono nella lingua greca e più precisamente nella parola polyzelos nella sua traduzione più recente di terra "dai molti frutti" o, per i più classici, "molto invidiata". Oppure potrebbe risultare dall'unione di poly = molto e sèlas = splendore, cioè "molto splendida".
Giangiacomo Pigari propose un'etimologia tanto originale ed anomala, quanto sconcertante: curando infatti la raccolta latina dei Privilegia et Jura Communitatis et Hominum Vallis Pulicelle (1588), pose nel frontespizio lo stemma del Vicariato della Valpolicella che raffigurava una fanciulla inginocchiata e pregante (ora stemma del comune di San Pietro in Cariano). Notò così che la fanciulla era appunto la pulcella (in latino volgare: pulicella ), nome che presenta non poche affinità con Vallis Pulicelle. Bisogna però considerare anche l'ipotesi che lo stemma con la fanciulla fosse nato in relazione a questa somiglianza e non viceversa.

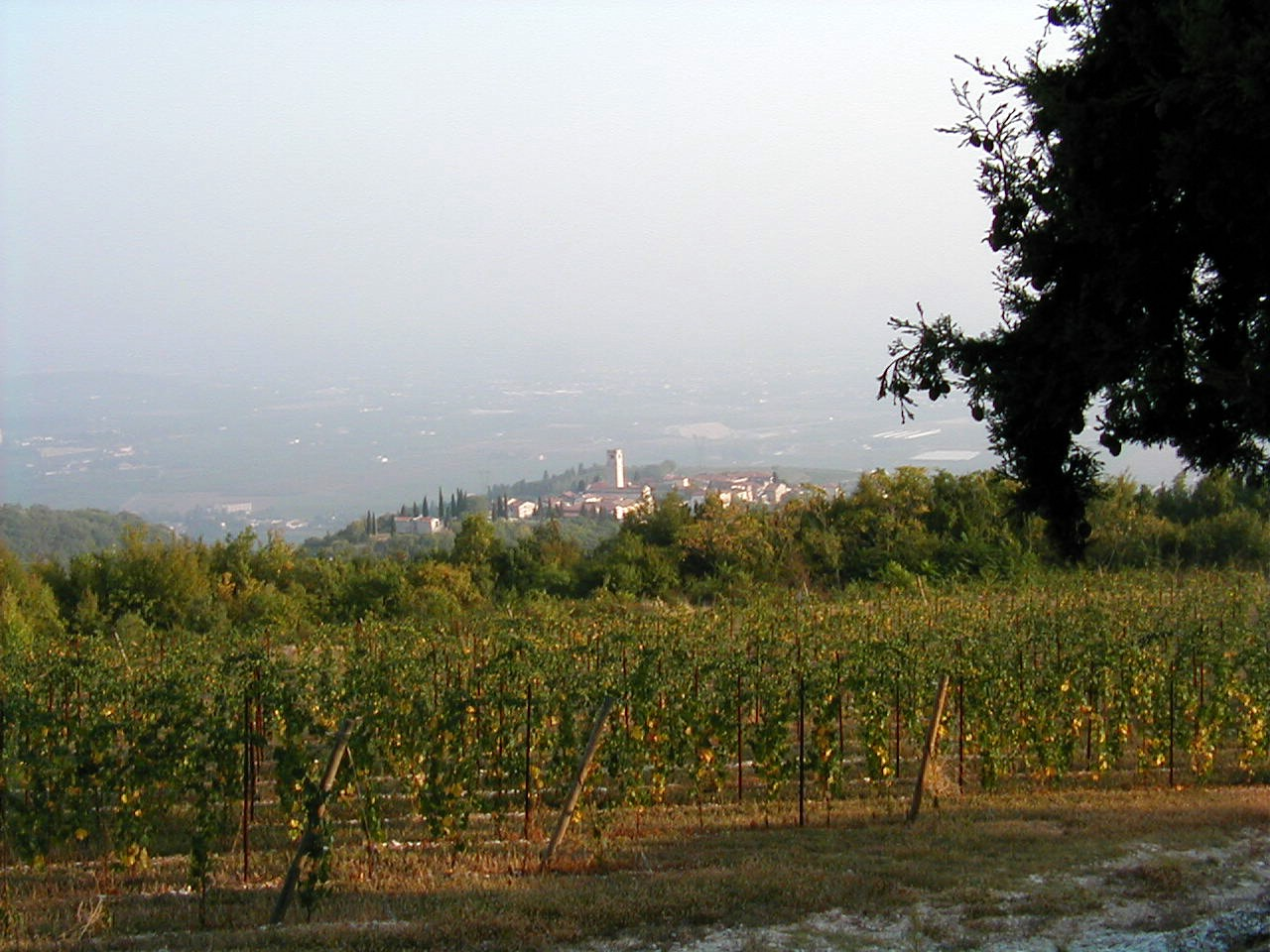
Vista della Valpolicella

Due secoli dopo, Gabriele Dionisi, propose una doppia derivazione dal greco (poly = molto) e dal latino (cella = custodia) e cioè "custodia di molto", ricondotta alla fecondità e all'abbondanza.
La spiegazione che oggi però trova maggior credito è quella data da Giuseppe Toniolo, che riconduce il nome Pulicella a pullus, la cui radice pol dà luogo a numerosi derivati: pullicu, pulliceu, pullicinu, propri dei luoghi boscosi, ricchi di germogli e vegetazione, fiorenti su cumuli di ghiaia o sabbia che si trovano lungo i corsi dei fiumi. Ma questa caratteristica è propria della Valpolicella solo in pochi punti lungo l'Adige, e a detta dello stesso Toniolo rende «molto incerta la spiegazione del perché tale nome si sia esteso a zone assai distanti e diverse dalla primitiva».
Lo stesso Luigi Messedaglia si è dichiarato scettico di fronte a tale spiegazione: «Non sarei sincero ove affermassi che la etimologia modernamente ammessa mi lascia del tutto soddisfatto. Non arrivo infatti a persuadermi facilmente come un accidente locale (se non trascurabile, certo di non primaria importanza) o una caratteristica morfologica che dir si voglia, della ristretta zona lungo l'Adige, abbia potuto dare il suo nome, per estensione, a tutta una vasta regione, di cui la maggior parte, lontana dall'Adige, è collinare e montana».
In realtà la spiegazione di Toniolo è perfettamente pertinente se si tiene conto della cronologia delle prime attestazioni (un atto privato del 1171 e due successivi diplomi di Federico I), coincidente con una fase di riorganizzazione del territorio da parte del Comune di Verona che si espliciterà in un preciso programma politico manifestato nel 1183 in un elenco dei villaggi ad esso soggetti ("nomina villarum que distringuebantur et ad presens distringuntur": "nomi dei villaggi che erano e sono soggetti al distretto"). È appunto tale ottica "urbana", di persone che accedevano alla Valpolicella attraverso la via dell'Adige, a spiegare l'introduzione di questa denominazione

## Storia

### Preistoria
La Valpolicella, trovandosi in una posizione geografica favorevole (a metà strada tra Pianura Padana e Alpi, nonché vicino al fiume Adige) è sempre stata sia un'importante via di comunicazione che un favorevole luogo d'insediamento. Ritrovamenti archeologici hanno dimostrato la presenza dell'uomo fino dall'età della pietra; tra questi, la scoperta di una grotta nei pressi di Fumane, che fu abitata dall'uomo di Neanderthal e che oggi viene chiamata riparo Solinas, dal nome del suo scopritore.

Ritrovamenti di ceramica dell'età del Ferro sul monte Loffa

Le ricerche, iniziate nel finire XIX secolo hanno permesso di portare alla luce ulteriori insediamenti preistorici; in particolare ne sono state trovate tracce presso il "vaio dei Falconi", in località "Archi" a Castelrotto, nei còvoli del vaio della Marchiora e presso le "Scalucce" nei pressi di Molina. In quest'ultima, sono stati trovati reperti archeologici che confermano la presenza di uomini dalla fase media del neolitico (cioè a circa 3.000 a.C.) fino all'età del bronzo, con un'intensa occupazione nel periodo che va dal 2500 al 2000 a.C.
Durante l'età del bronzo e l'età del ferro tutte le colline circostanti vennero "colonizzate", e la Valpolicella visse un periodo di grande splendore, grazie alla produzione e al commercio di selce. Di questo periodo si hanno svariati ritrovamenti che includono, in particolare, casette e piccoli centri abitati. Degna di nota fu anche la scoperta di un antichissimo villaggio situato presso il monte Loffa, che contava ventisette capanne composte di lastre di pietra. All'interno di esse furono identificati numerosi oggetti di interesse archeologico, quali: armi, utensili e vari oggetti di selce, bronzo e ferro. Studi condotti sul sito hanno permesso di poterlo considerare come il punto di congiunzione tra preistoria e storia, giacché per la prima volta le popolazioni neolitiche che popolavano la valle si erano raggruppate in un ampio villaggio, edificando capanne e abitandole in maniera continuativa.

### Storia antica
Durante la dominazione romana, iniziata attorno al II secolo a.C., la Valpolicella era abitata dagli Arusnati, popolazione di probabile origine etrusca o comunque italica, che vi si stanziò nella zona già a partire dal V secolo a.C. Le tracce lapidarie che ci testimoniano l'esistenza di questo popolo sono oggi custodite a Verona, presso il Museo lapidario maffeiano e nel museo annesso alla pieve di San Giorgio di Valpolicella. Proprio nei pressi dell'antica pieve, sono stati trovati frammenti di più di 200 statuette votive in terracotta rappresentanti divinità, offerenti e animali, attribuibili alla popolazione pre-romana.
Oltre a questi reperti, la Valpolicella è ricca di altre testimonianze dell'epoca romana che ci permettono di stabilire che l'intero territorio era abitato da una popolazione piuttosto avanzata e formata da famiglie patrizie e latifondiste. Molti nomi attuali di paesi prendono origine da queste famiglie. È stata inoltre trovata una pietra miliare, presso Arbizzano, che autorizza a pensare che da qui passasse la via Claudia Augusta padana, anche se non si è riusciti a ricostruirne con precisione l'esatto tragitto.
Nonostante fosse sottoposta all'impero romano, la Valpolicella poté godere di una forte autonomia amministrativa che conservò per molta parte della sua storia. Proprio in questo periodo si ha notizia dell'inizio della coltivazione della vite. Il territorio era al centro di una ricca e fiorente economia, come testimoniano i ritrovamenti di due ville romane, una a Negrar (dotata di un ampio salone e di un prezioso mosaico), l'altra a San Pietro in Cariano.

### Storia medievale
Nel corso delle invasioni barbariche, la Valpolicella subì un declino minore rispetto a quello generale, grazie alle peculiarità del luogo. Nonostante la crisi generale, il suo vino era ormai famoso e molto richiesto; ne abbiamo, infatti, notizia da Cassiodoro, funzionario di re Teodorico il Grande. Durante il periodo Longobardo, Castelrotto, che allora si chiamava Castrum rotharii, vantava una notevole importanza militare, come lo testimoniano le vestigia di un castello, datato intorno all'anno 1000, ma probabilmente di origini anche più antiche. Esso risultava essere messo a capo di una sculdascia, ovvero una circoscrizione minore in ambito ducale, dotata di un ampio potere. Un importante lascito dell'era longobarda è rappresentato dal pregevole ciborio conservato nella pieve di San Giorgio, realizzato probabilmente sotto il regno di Liutprando.

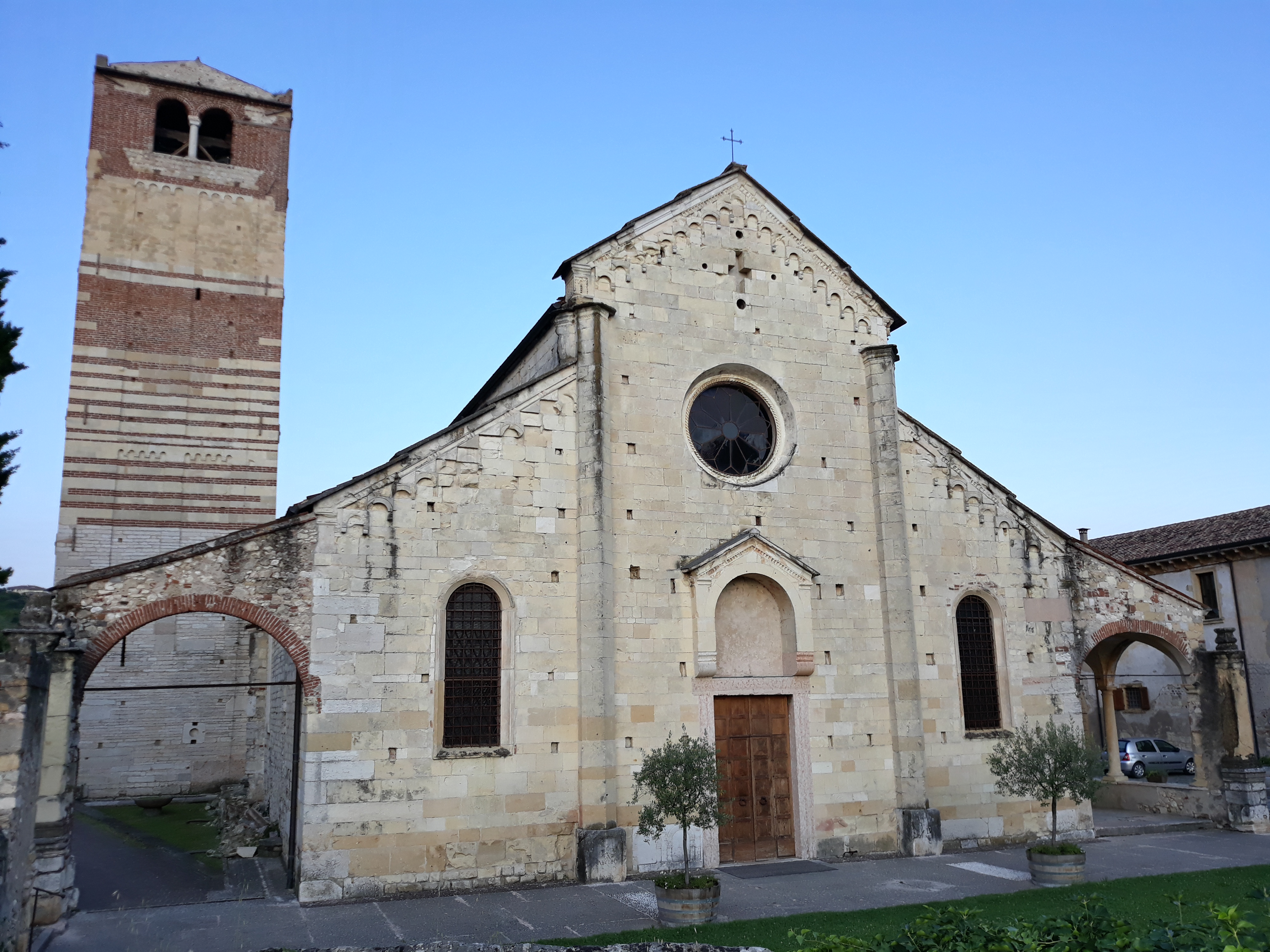
Facciata della pieve di San Floriano, risalente al XII secolo

In alcuni documenti dell'VIII secolo inizia a comparire il nome di Pruvianense o Pruviniano a indicare la zona attualmente conosciuta come Valpolicella. La valle di Pruviniano, intesa come zona amministrativa, non comprendeva però la vallata dell'attuale Negrar, che era invece chiamata valle di Veriago. Bisognerà aspettare il XII secolo perché su documenti ufficiali compaia la dicitura Val Polesèla ad indicare gli attuali confini.
Già dal IX secolo, la Valpolicella aveva iniziato la sua ripresa economica e sociale e attorno al primo millennio risalgono le prime testimonianze di signorie e castelli. In questo periodo sorgono monasteri e istituti religiosi che qui possono trovare pace e tranquillità. La già citata Pieve di San Giorgio serve come parrocchia ed è anche sede di una collegiata di sacerdoti che gestisce un seminario. Nell'XI-XII secolo un altro centro della cristianità valpolicellese è presso la pieve di San Floriano, ulteriore splendido esempio di architettura romanica giunta in buono stato fino a noi.
In documenti risalenti al 1145 e 1154, il territorio della valle appare diviso, amministrativamente, in "piovadeghi" a cui faceva riferimento una pieve. Le quattro pievi della zona esistenti all'epoca erano quelle delle già citate di San Floriano e San Giorgio, alle quali si aggiungevano quelle Negrar e Arbizzano, quest'ultima assai meno importante tanto da non costituire un piovadego a sé stante. Diversamente, Negrar e San Giorgio formavano un'entità economico-militare molto potente e autonoma; erano infatti dotate di un proprio castello, nel quale ne potevano disciplinare l'uso e la difesa.
Nel 1276, sotto il dominio di Mastino della Scala, la Valpolicella risulta essere una delle sei contrade che, in caso di necessità, dovevano accogliere un "capitano" da Verona e non eleggerlo da sé (come probabilmente era consuetudine); segno, questo, di un'autonomia in leggero declino.

### Storia moderna

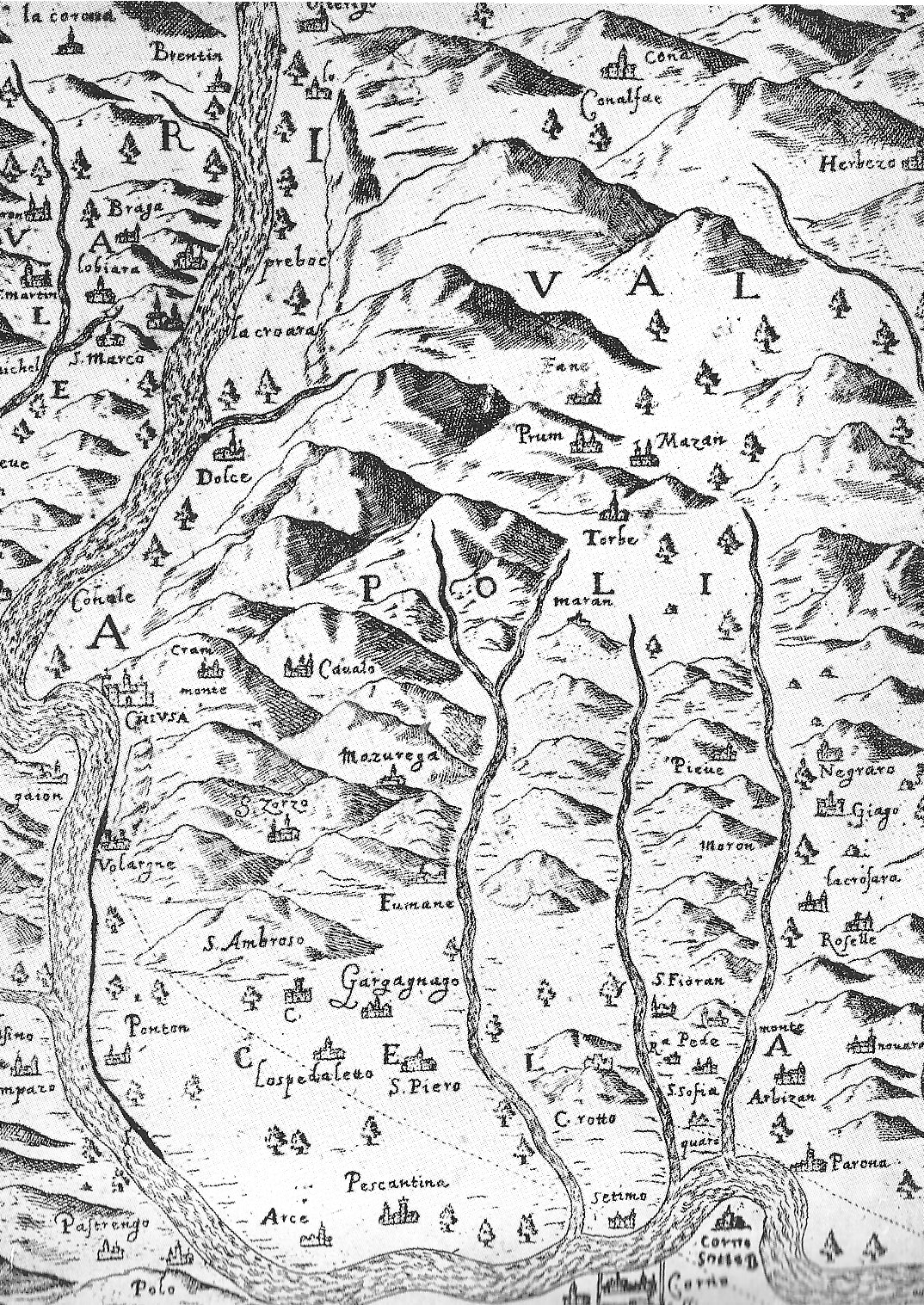
Mappa della Valpolicella, datata 1625, disegnata da Giovanni Nacchio

Caduta nel 1387 la signoria degli Scaligeri, la Valpolicella fu per un breve periodo dominata dai Visconti che la divisero in "vicariati". Terminata nel 1404 la dominazione viscontea, e dopo un brevissimo dominio dei carraresi, la Valpolicella passa sotto il controllo della Serenissima, con la dedizione di Verona a Venezia, avvenuta il 22 giugno 1405. Nel passaggio di poteri tra carraresi e veneziani, alleati, questi ultimi, con Francesco Gonzaga, nella zona si verificarono alcuni scontri armati, che coinvolsero in particolare Pescantina e Castelrotto (dove fu incendiato e distrutto definitivamente il castello ivi presente).
La Serenissima riconfermò alla popolazione della valle tutti i diritti e privilegi che le erano stati concessi durante il periodo scaligero, garantendole così una propria autonomia amministrativa e l'esenzione da alcuni gravami fiscali. Il territorio della provincia veronese fu mantenuto diviso in vicariati, di cui uno era comprensivo di tutta la Valpolicella. Quest'ordinamento rimase inalterato fino alla fine della repubblica veneziana, anche se i vicariati mutarono più volte, sia per numero che per estensione e composizione. In linea con l'autonomia concessa, alla popolazione valpolicellese fu permesso di poter eleggere il proprio vicario. Tutte queste benevolenze erano suggerite dal fatto che la Valpolicella rappresentava, per i domini veneziani, un territorio di confine con il Trentino, e perciò la fedeltà dei suoi abitanti era considerata una necessità per la sicurezza degli strategici passi montani dei Lessini e della chiusa di Ceraino. Questa politica pagò notevolmente quando, nel 1439, la popolazione valpolicellese, guidata dal vicario Jacopo Marani, si distinse nella guerra contro la Milano dei Visconti e grazie all'incorruttibile esercito di oltre mille uomini posti a presidio della chiusa di Ceraino difese i confini della repubblica dalla minaccia.
Tornando al territorio del Vicariato valpolicellese, esso risultava essere a sua volta suddiviso, secondo l'amministrazione religiosa, in tre "piovadeghi" corrispondenti ai luoghi dove era presente una Chiesa Madre, cioè dotata di fonte battesimale; esse erano: "San Giorgio", "San Fioran" e "Nègrar". Questa suddivisione, peraltro, era già una consuetudine nei secoli precedenti.

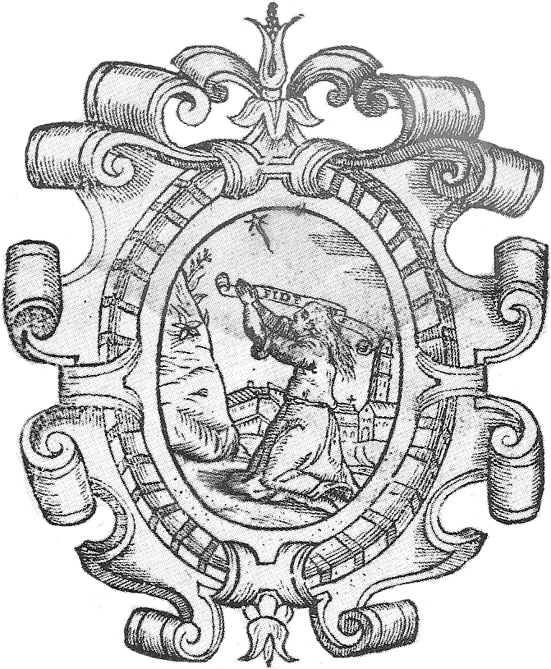
Stemma del Vicariato della Valpolicella.

Il vicariato era sorretto da un proprio statuto che, pur subendo alcune inevitabili modifiche nel corso degli anni, si può ritenere che nella sostanza sia rimasto sempre lo stesso. Il Vicario era la massima autorità del luogo: coadiuvato da due notai, uno per le cause civili e uno per le penali, amministrava la giustizia in nome della Repubblica, e inoltre presiedeva gli estimi..
La carica di Vicario durava un anno. L'ufficio veniva assunto il 2 febbraio dopo una solenne cerimonia che, partendo da Verona, arrivava alla sede del Vicariato in pompa magna a San Pietro in Cariano (sede del Vicariato), dove il designato riceveva dal predecessore la bacchetta del governo. Per il suo incarico, il Vicario percepiva una retribuzione di 50 ducati. I Vicari provenivano esclusivamente dalla città di Verona e solitamente appartenevano alle famiglie patrizie veronesi con possedimenti nella vallata. Sulla facciata del vecchio palazzo comunale di San Pietro in Cariano si possono notare ancora gli stemmi di alcuni vicari, oltre alle insegne del vicariato stesso.
In ordine di importanza amministrativa, dopo il Vicario veniva il "Sindaco". Egli, insieme a un consiglio di diciotto elementi (sei per ogni piovadego), rappresentava gli interessi della valle e della sua popolazione. Il Sindaco rimaneva in carica per tre anni. Ogni comune possedeva una sua piccola amministrazione, definita vicinia, con appartenenti i rappresentanti del capoluogo (massari) e delle frazioni (ville). Tutti i membri, ad eccezione del Vicario che apparteneva alla città di Verona, erano nativi e residenti nella valle, ed erano retribuiti per lo svolgimento delle mansioni proprie del loro ufficio,

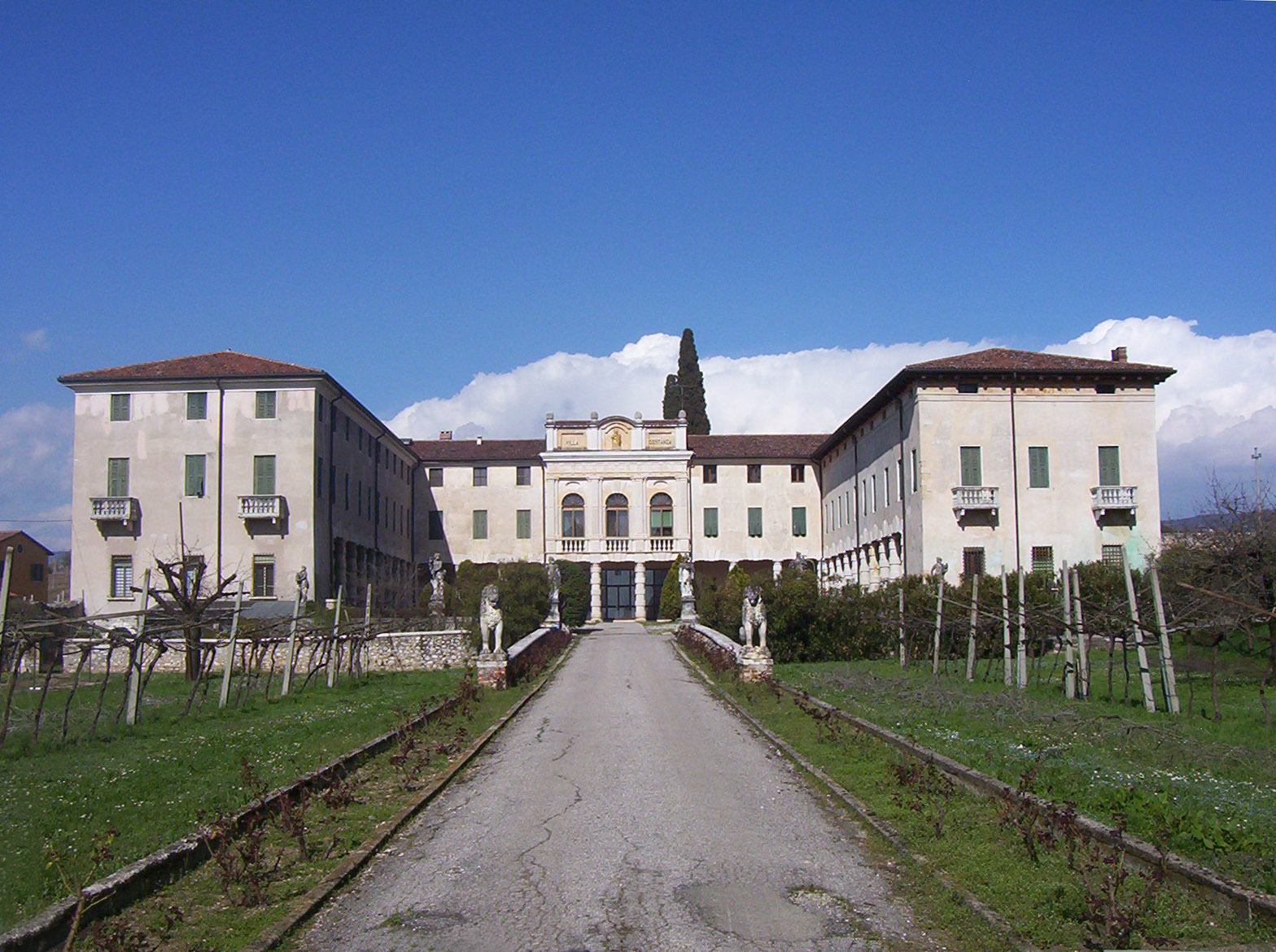
Villa Costanza a San Pietro in Cariano, databile tra il 1623 e il 1629. Uno degli esempi di ville venete sviluppatesi durante il periodo veneziano.

Secondo un manoscritto anonimo del 1600, la Valpolicella si estendeva per una circonferenza di 25 miglia comprendendo ventisette "ville" o comuni, saliti poi a ventotto nel 1775, grazie alla costituzione del comune di Ospedaletto.
Nel 1576 e nel 1630 la valle, come il resto del nord Italia, fu duramente colpita dalle epidemie di peste che, oltre a mietere numerose vittime, gravò pesantemente sull'economia.
L'epoca veneziana è ricordata anche per il fiorire di ville venete signorili che caratterizzano ancora oggi il territorio valpolicellese. Il luogo ameno, la vicinanza con la città e la presenza di numerose attività agricole fecero sì che molti signori veronesi edificassero una propria residenza in queste zone, spesso adiacenti ai grandi latifondi di loro proprietà.
I quattro secoli di dominazione della Serenissima rappresentarono un periodo di grande prosperità e tranquillità, che videro crescere un diffuso benessere, seppur interrotto da brevi e radi conflitti. L'invasione francese del 1796, che fece cadere la Repubblica, rappresentò per la sorte della valle una brusca svolta.
Nel 1796 l'esercito francese, con a capo Napoleone Bonaparte, conquistò Verona e pose la Valpolicella sotto il suo dominio. La popolazione ebbe comunque modo di dimostrare la sua fedeltà alla Serenissima offrendo «tutti i suoi abitanti atti a maneggiare un fucile» in quell'insurrezione che prenderà il nome di pasque veronesi. La rappresaglia francese che scaturì dopo il fallimento della rivolta fu spietata e tra i giustiziati furono presenti alcuni valpolicellesi illustri, tra cui i conti Augusto Verità e Francesco Emilei.
In seguito al trattato di Campoformio, che decretava la scomparsa della repubblica di Venezia, venne soppresso il Vicariato della Valpolicella, e il territorio fu trasformato in uno dei dieci distretti in cui era divisa la provincia di Verona. Il vicariato venne però ristabilito per un breve periodo in seguito alla cessione del Veneto all'Austria, per poi scomparire definitivamente in seguito alla pace di Presburgo del 1805, quando tutto il Veneto tornò sotto il dominio napoleonico. Questo significò il tramonto dell'autonomia e dei privilegi che la popolazione valpolicellese aveva potuto godere per gran parte della sua storia.
In seguito alla Restaurazione e al Congresso di Vienna del 1814-15, la valle passò stabilmente sotto il controllo dell'impero austro-ungarico. Il cambio di dominazione fu salutato con soddisfazione dalla maggior parte della popolazione, e portò ad un rinnovamento amministrativo ed economico a partire dal miglioramento delle vie di comunicazione.
Il 1817 fu però un anno segnato da una forte carestia, dovuta sia alle conseguenze delle passate guerre napoleoniche che alle avversità meteorologiche. La pellagra si diffuse tra la malnutrita popolazione.

La stazione di San Pietro in Cariano sulla linea Verona-Garda-Caprino all'inizio del XX secolo

Verso la metà del XIX secolo i moti risorgimentali arrivarono anche in Valpolicella. Fin dalla prima guerra di indipendenza, mentre le fasce deboli della popolazione erano a favore del dominio austriaco e si dimostravano alquanto fredde verso le nuove idee patriottiche, i nobili furono animati da ideali politici di stampo maggiormente liberale. Ma nel 1851 la popolazione si trovò a far fronte a problemi più “locali”, quando i vigneti della valle furono colpiti dallo oidio, e i bachi da seta dal calcino che, insieme ai rigidissimi inverni del 1854 e 1855, resero duri gli ultimi anni del dominio asburgico.
Nel 1866, in seguito alla terza guerra di indipendenza, il Veneto venne annesso al Regno d'Italia. Il periodo successivo fu caratterizzato da una pesante crisi economica che dette origine al fenomeno dell'emigrazione e vide numerosi valpolicellesi costretti a spostarsi all'estero alla ricerca di un lavoro (vedi emigrazione veronese). L'economia della zona subì un ulteriore colpo nel 1880 quando le viti furono colpite da una dilagante peronospora.
Nel 1899 fu inaugurata la ferrovia Verona-Caprino-Garda che rendeva molto più veloce il collegamento della valle con la città e segnò la rinascita dell'economia locale. Comparvero le prime macchine agricole, sebbene fossero difficilmente utilizzabili negli irregolari territori collinari.

### Storia contemporanea
Negli anni a cavallo del XX secolo si accentuò un fenomeno in essere già da molto tempo: una profonda trasformazione fondiaria, che produsse un grande frazionamento della proprietà terriera. Tale evento, concomitante all'introduzione di nuove tecniche agricole e alla promozione di una gestione aziendale più moderna, apportò un miglioramento sostanziale dell'economia.
Lo scoppio della prima guerra mondiale chiamò al fronte molti giovani della Valpolicella, che diedero un cospicuo contributo di sangue alla patria. Durante il periodo bellico l'economia riuscì comunque a trarne alcuni vantaggi: in particolare, i piccoli produttori agricoli videro accrescersi i propri guadagni, dovuti all'innalzamento dei prezzi dei prodotti delle campagne e alle incessanti richieste provenienti dal fronte.

La collina di Sausto dopo l'esplosione del 25 aprile 1945 che causò 29 morti

Nel 1927, nel periodo dell'Italia fascista, a seguito di una nuova riforma amministrativa, i comuni della Valpolicella vengono ridotti a 6: Fumane, Sant'Ambrogio, Marano, Negrar, San Pietro in Cariano e Pescantina. La popolazione conta circa 39.000 abitanti e la densità è di 230 persone per km². Il 60% della popolazione è dedita all'agricoltura e il 95% del territorio è considerato produttivo.
Durante la seconda guerra mondiale, la Valpolicella fu, per la prima volta nella sua storia, teatro di eccidi e distruzioni. Dopo l'8 settembre 1943 la valle, come gran parte dell'arco alpino, fu occupata da truppe della Germania nazista. Vennero requisite ville, edifici privati e scuole. Nei mesi successivi la ferrovia e la strada del Brennero furono oggetto di numerosi bombardamenti da parte alleata. L'imprecisione delle bombe sganciate dagli aerei fece numerosi danni, e causò diversi morti e feriti tra la popolazione civile. Tra i molti luttuosi eventi avvenuti in quegli anni si ricordano il bombardamento avvenuto il 6 novembre 1944, che causò trentatré vittime e decine di case distrutte a Domegliara, e la notte del 25 aprile 1945 quando i tedeschi, ormai in fuga, fecero esplodere una polveriera presso Corrubbio (sul monte Sausto), causando 29 morti e la distruzione di decine di case.
Al termine della guerra, come nel resto d'Italia, i valpolicellesi iniziarono l'opera di ricostruzione. Fu necessario ricostruire, per la quasi totalità, ben quattro paesi. In breve si ristabilirono le vie di comunicazione, migliorandole e ampliandole. Intorno al 1960 venne realizzato un piano di rimodernamento della linea ferrotranviaria suburbana che portò, tra l'altro, alla soppressione della ferrovia Verona-Caprino-Garda. Parallelamente al miglioramento delle infrastrutture, la valle fu protagonista di una notevole crescita economica che continua ancora oggi, garantita sia dalla storica produzione di vino e di marmo, che dallo sviluppo della piccola e media industria conseguente al boom del dopoguerra.
La crescita delle vie di comunicazione e del benessere economico ha contribuito a far nascere numerose nuove zone residenziali, alcune di pregevole posizione e di alto valore economico, che hanno però snaturato il territorio con un'urbanizzazione giudicata da molti eccessiva.

## Flora e fauna

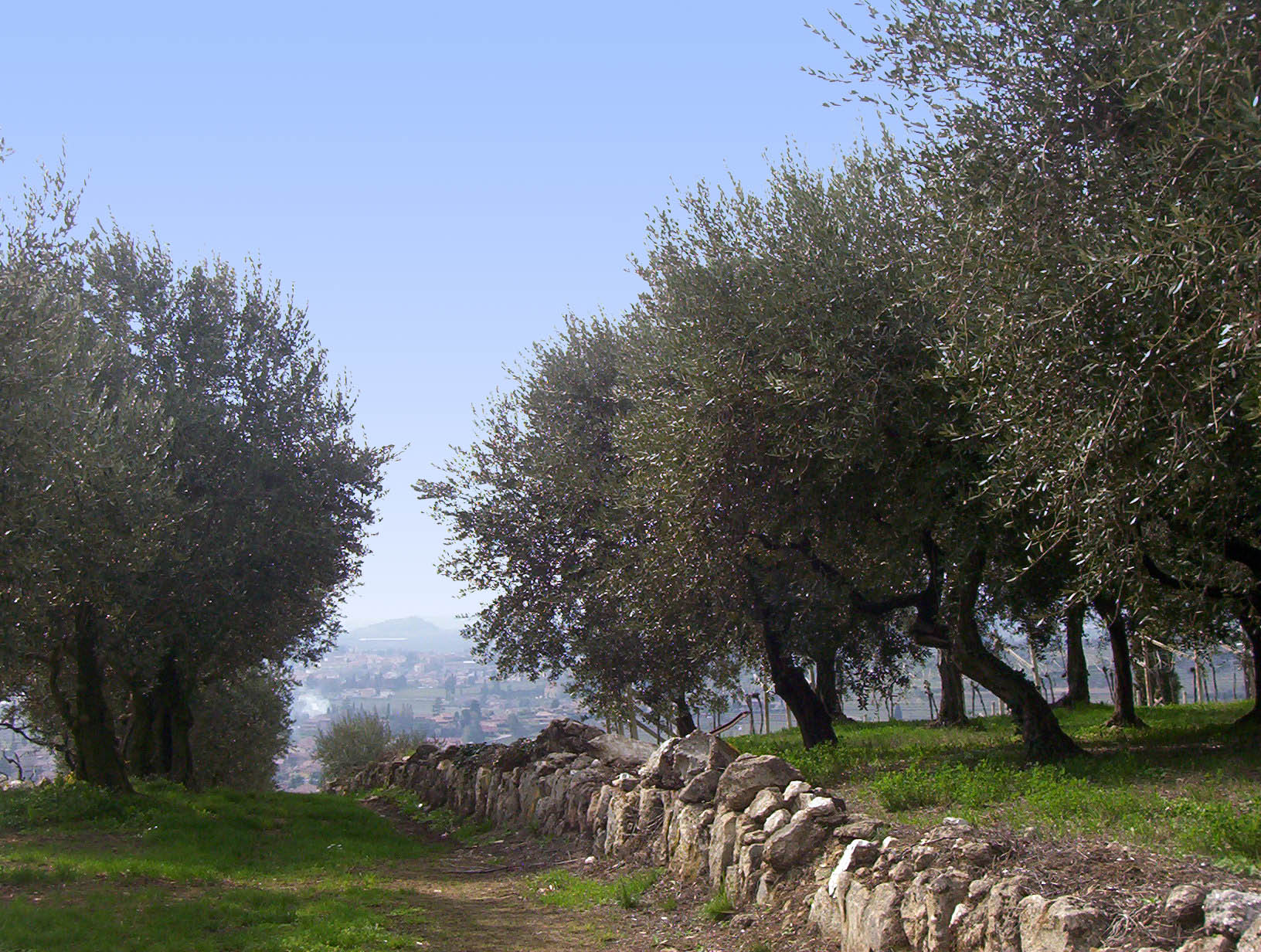
Olivi in Valpolicella, sono molto frequenti nelle colline

Nella bassa collina predominano nei terreni coltivati a vite, olivo, fico, pesco, melograno, mandorlo, salvia, rosmarino. La vegetazione spontanea è rappresentata per lo più da alloro, cipresso, frassino, albero di Giuda, pungitopo, farnia e roverella. A quote maggiori compaiono diverse varietà di querce ed il castagno.
Le specie animali che si trovano nella fascia tra 200 e 300 metri s.l.m. sono per lo più specie tipiche dell'ambiente mediterraneo. Fra i mammiferi sono presenti faine, lepri, tassi, volpi e puzzole (più facili da trovare i primi due, abbastanza rari i restanti tre). Abbondanti sono anche i ricci, le talpe ed i ghiri. Tra gli uccelli sono presenti in prevalenza il passero e la rondine, tra i rettili le lucertole e, in aumento, la vipera comune.
La Valpolicella possiede delle zone climatiche molto varie; a ridosso delle colline, alcune aree sono caratterizzate da microclimi particolari e tipici, con presenza di flora e fauna che generalmente si trova a latitudini più basse.

## Territorio e demografia
Tutti i sette comuni che compongono la Valpolicella fanno parte della provincia di Verona. Al 2011 la popolazione complessiva era di 67.411 abitanti. Il centro più popoloso della valle è Negrar con 16.935 abitanti, seguito da San Pietro in Cariano con 12.930. I più piccoli comuni sono quelli di Sant'Anna d'Alfaedo e di Marano, caratterizzati da un territorio che si può considerare già montano.

### Urbanistica

Tipiche case rurali in pietra dell'alta Valpolicella

L'urbanistica della Valpolicella è costituita prevalentemente da agglomerati urbani che coincidono con i capoluoghi, nonché da frazioni talvolta più popolose degli stessi. Nella parte montana sono presenti anche delle "contrade", ossia zone spesso isolate, formate da un gruppetto di case poste in un ambito rurale.
Le contrade valpolicellesi conservano ancora oggi l'aspetto delle antiche abitazioni contadine; è possibile ritrovare delle semplici costruzioni, atte sia a dare un semplice riparo agli abitanti, che a soddisfare le loro esigenze lavorative, disponendo di una modesta ma funzionale stalla con annesso granaio. Caratteristica di queste costruzioni è l'intensivo utilizzo della pietra, sia per i muri sia per i tetti, grazie ad un taglio in lastre relativamente sottili. Queste pietre fungono spesso anche da ornamento e delimitazione di proprietà e strade (se ne possono vedere molti esempi nell'alta Valpolicella e in Lessinia). Tipico di molte costruzioni rurali valpolicellesi è la presenza di una colombaia a forma circolare, talvolta (e anticamente) utilizzata anche per scopi difensivi.
La parte più pianeggiante della Valpolicella è invece costituita da agglomerati urbani che si sono sviluppati lungo le vie principali, in particolare sulla Strada Provinciale n.4 e sulla Strada Provinciale n.12 in direzione di Negrar. La tipologia costruttiva più comune è rappresentata da piccoli condomini e da case a schiera.
Da un punto di vista strettamente geografico, i comuni della Valpolicella sono:

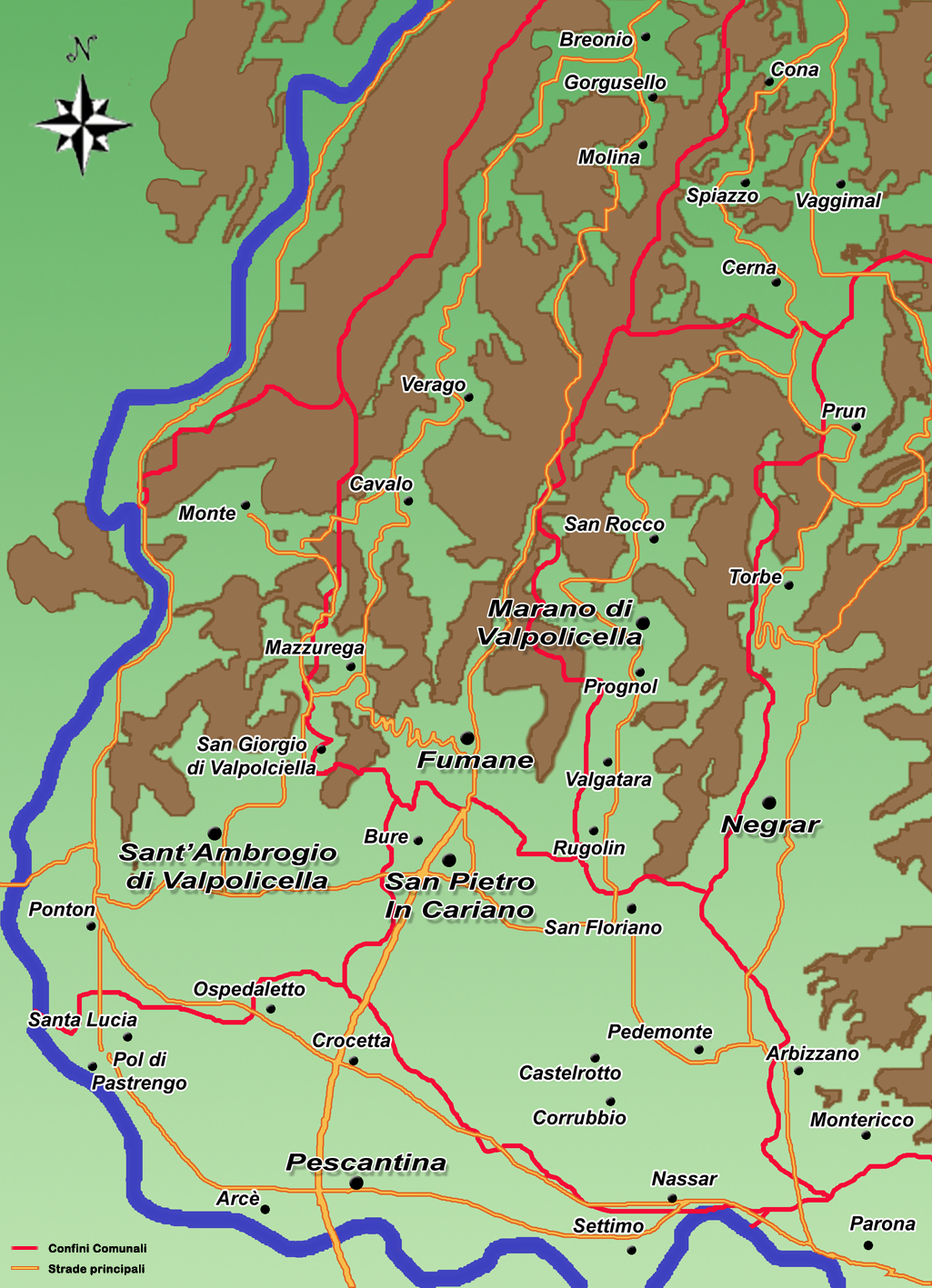
Mappa dei comuni della Valpolicella con alcune frazioni. Sono evidenziate le strade principali.

| Stemma | Comune                        | Provincia | Frazioni                                                             | Popolazione |
| ------ | ----------------------------- | --------- | -------------------------------------------------------------------- | ----------- |
|        | Negrar di Valpolicella        | Verona    | Arbizzano, Jago, Fane, Mazzano, Montecchio, Prun, Santa Maria, Torbe | 16.935      |
|        | San Pietro in Cariano         | Verona    | Bure, Castelrotto, Corrubbio, Pedemonte, San Floriano                | 12.930      |
|        | Sant'Ambrogio di Valpolicella | Verona    | Domegliara, Gargagnago, Monte, Ponton, San Giorgio                   | 11.422      |
|        | Fumane                        | Verona    | Breonio, Cavalo, Mazzurega, Molina                                   | 4.151       |
|        | Marano di Valpolicella        | Verona    | Pezza, San Rocco, Valgatara                                          | 3.083       |
|        | Pescantina                    | Verona    | Arcè, Balconi, Ospedaletto, Santa Lucia, Settimo                     | 16.326      |
|        | Sant'Anna d'Alfaedo           | Verona    | Ceredo, Cerna, Fosse, Giare, Ronconi, Sant'Anna                      | 2.564       |

### Evoluzione demografica
La Valpolicella ha avuto un rapido incremento demografico successivamente al secondo conflitto mondiale, quando si è ritrovata a vivere un vero e proprio boom economico. La zona della bassa Valpolicella ne ha beneficiato maggiormente, perché sostenuta dal miglioramento delle vie di comunicazione e dalla creazione di aree industriali; nei comuni e frazioni montane si è assistito invece ad uno spopolamento che si è arrestato sul finire del secolo scorso, e ad un ripopolamento nel primo decennio del XXI secolo.
Crescita demografica complessiva degli abitanti della Valpolicella

## Arte e cultura

### Arte

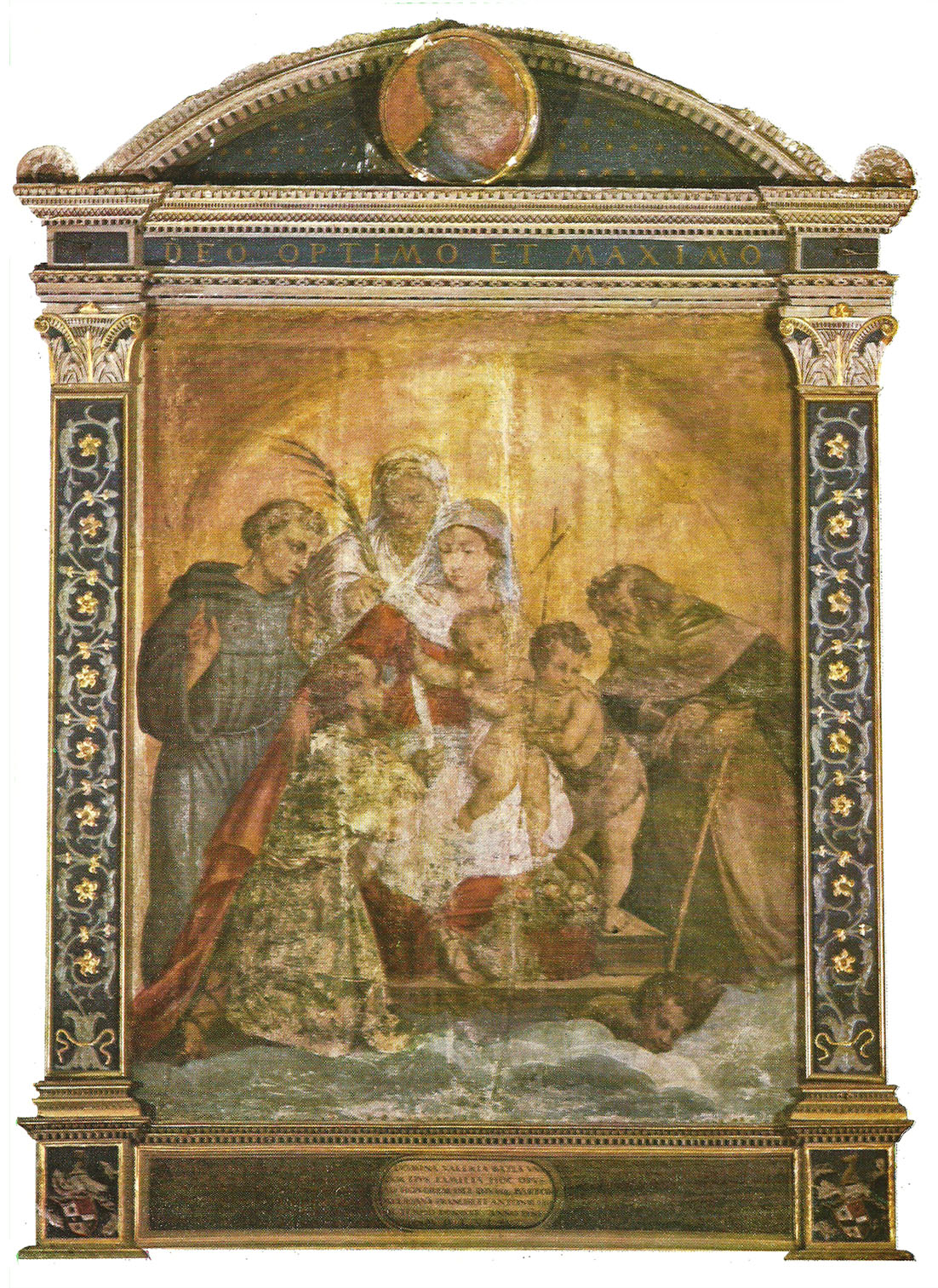
Dipinto di Antonio Badile nella chiesa parrocchiale di Mazzurega

Il clima di pace e prosperità che ha caratterizzato quasi tutta la storia della Valpolicella è stato sicuramente propiziatorio del fiorire delle arti. Se del periodo storico antecedente l'anno mille ci sono rimaste ben poche testimonianze artistiche (fatta eccezione per il notevole ciborio presente presso la pieve di San Giorgio, di epoca longobarda), dall'Alto Medioevo in poi se ne possono trovare numerosi esempi.
Del patrimonio artistico e architettonico della valle fanno bella mostra gli edifici religiosi, ed in particolare le antiche pievi. Oltre alla già citata pieve di San Giorgio, nel comune di San Pietro in Cariano troviamo la pregevole pieve di San Floriano. Questa è datata intorno al XII secolo, sebbene edificata su precedenti luoghi di culto pagani, e presenta all'interno dipinti di autori settecenteschi. Interessante la chiesetta di San Martino di Corrubbio per il ciclo di affreschi, di cui oggigiorno rimangono solo alcuni frammenti. Altre pievi si trovavano a Negrar (con una bella e vetusta torre campanaria) e ad Arbizzano. Pregevoli anche alcune chiese parrocchiali edificate tra il XVIII e il XIX secolo. Tra il 1922 e il 1924 Giuseppe Trecca progettò, in veste di architetto, la chiesa parrocchiale di Marano di Valpolicella, e dal 1924 diresse i lavori per la decorazione di quella di Fumane
Non si può parlare di architettura in Valpolicella senza parlare delle sue ville venete che, a partire dal XV secolo, sono qui sorte in gran numero. Oltre alla bellezza architettonica di queste opere (le progettarono architetti del calibro di Michele Sanmicheli e Andrea Palladio), spesso esse conservano al loro interno preziosi affreschi.
Gran parte della pittura che possiamo trovare in Valpolicella è principalmente a soggetto religioso. Un pregevole dipinto di Antonio Badile è ammirabile presso la chiesa parrocchiale di Mazzurega mentre una tela di Paolo Farinati, datata 1590, è conservata in quella di Prun. La chiesa dei Santi Giovanni e Marziale di Breonio conserva opere di Francesco Morone. Altri pittori che hanno contribuito al patrimonio pittorico valpolicellese sono: Francesco Lorenzi, Agostino Ugolini, Marcantonio Bassetti, Domenico Brusasorzi e Giorgio Vasari, al quale viene attribuita una tela, raffigurante una "Madonna e Santi", conservata presso la cappella della villa Da Sacco di Arcè.
Per quanto riguarda la scultura, degno di nota è Innocenzo Fraccaroli, nato nel 1805 a Castelrotto, che svolse una proficua attività in Italia e in Europa.

### Letteratura
Sebbene la Valpolicella non abbia dato i natali ad illustri poeti, può comunque vantare una tradizione letteraria rilevante, tale da meritarsi le parole "questa pare la valle dei poeti" da parte di Aleardo Aleardi.
A partire dal Quattrocento molti poeti si spostano in questi luoghi per trovare la tranquillità necessaria a scrivere le loro composizioni. Nato a Negrar è l'umanista Giangiacomo Pigari, noto per la sua raccolta Privilegia et iura Vallis pulicellae e per il carme Ad Nymphas Pulcellidas che costituisce il primo e più completo documento poetico relativo alla valle.
Il più noto letterato che ebbe i natali in Valpolicella fu Bartolomeo Lorenzi, che nacque il 1732 a Mazzurega (frazione di Fumane). Di poco appresso, a Negrar nacque l'abate Paolo Zanotti, eminente filologo, che diede un contributo fondamentale alla cultura della zona riportando alla luce manoscritti dimenticati e curando l'edizione di molti testi.
Altri letterati che soggiornarono intorno al XVIII secolo in Valpolicella, da loro decantata in molti versi, furono Antonio Cesari e Ippolito Pindemonte. Questi, strettamente legato alla località di "Novare" (presso Negrar) dove fu spesso ospite nella Villa Mosconi, dedicò ai luoghi amati questi versi:
questa fonte alle Najadi è non meno.

Se troppo di quel nume hai caldo il seno,

tu con quest'acque a rinfrescarlo impara»
(Ippolito Pindemonte)
Nel XIX secolo nella Valpolicella soggiornarono due importanti letterati: Aleardo Aleardi e Cesare Betteloni, che a Castelrotto cantò la bellezza della Valpolicella nel poema giovanile La solitudine. Aleardi compose, invece, una raccolta di poesie, che chiamò Canti Patrii, in cui descrive le tristi condizioni della valle oppressa dalla dominazione austriaca. Nel 1848 nasce a Negarine Giuseppe Fraccaroli, ellenista di fama mondiale e traduttore di numerose opere greche.
La Valpolicella non ha però dato un contributo rilevante alla poesia dialettale, mentre è stata di ispirazioni per molti componimenti del poeta veronese Berto Barbarani. Tra gli ameni luoghi della valle che Barbarani cantò troviamo la località "La Sorte" a Negrar, la valle di Fumane con il santuario della Madonna delle Salette e la frazione di San Giorgio.

### Istruzione

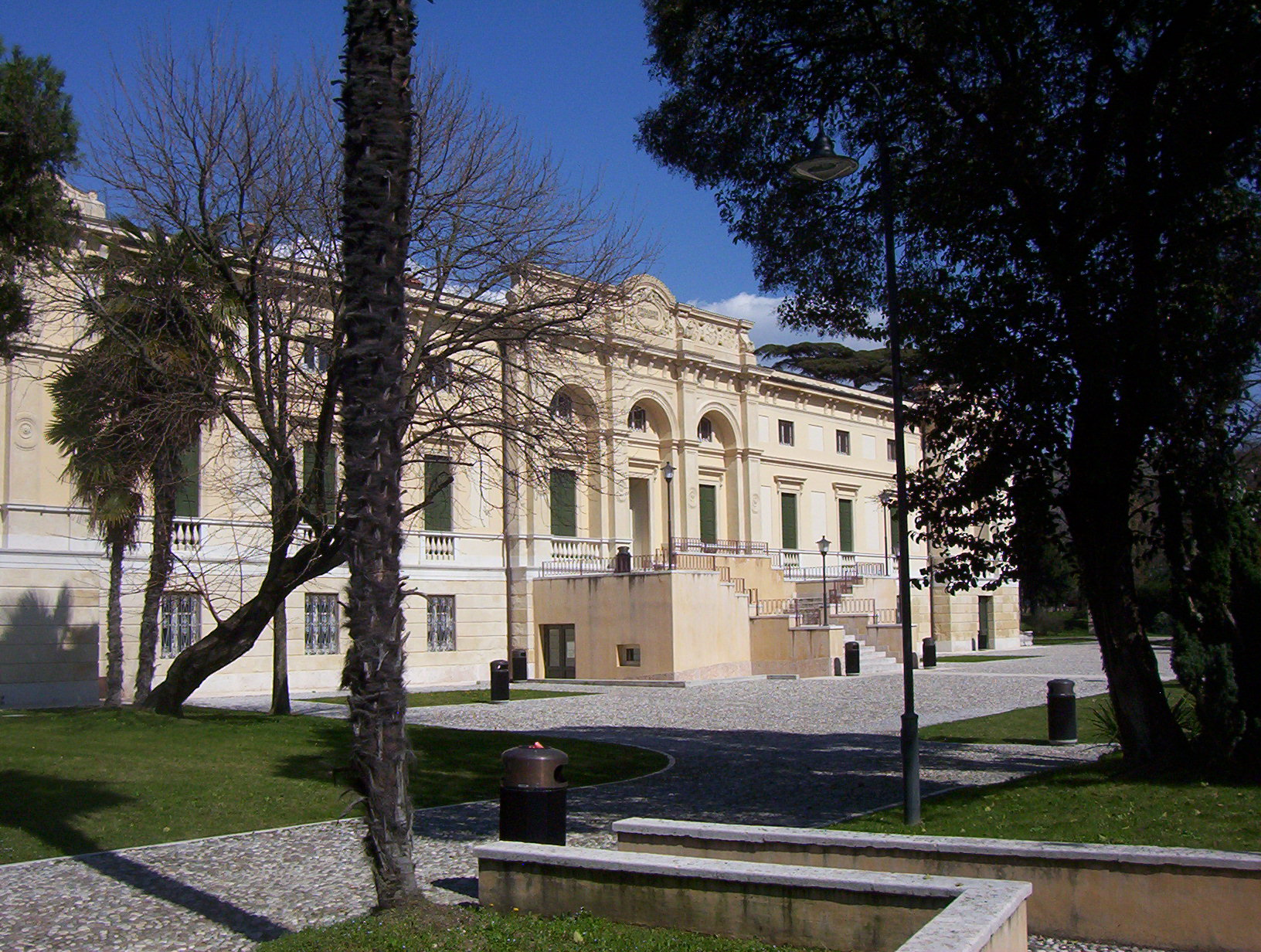
Villa Lebrecht, sede del corso di laurea in Scienze e Tecnologie Viticole ed Enologiche

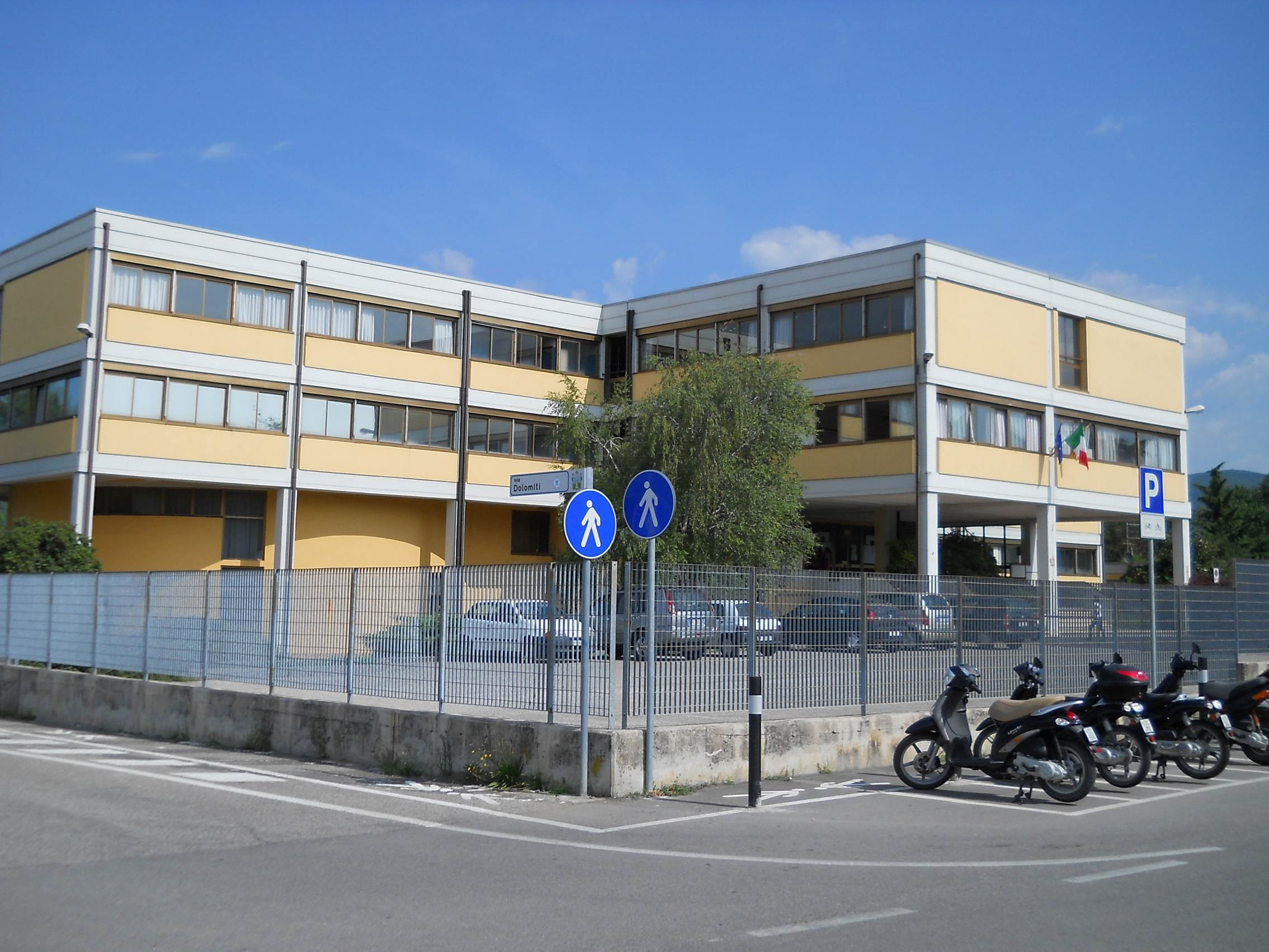
L'istituto tecnico commerciale di San Pietro in Cariano

La crescita economica e demografica del dopoguerra ha portato alla nascita di molti istituti scolastici a servizio dei giovani valpolicellesi. Quasi tutte le frazioni dispongono di una propria scuola elementare e tutti i comuni, a parte Marano, arrivano a completare il ciclo di studi della scuola dell'obbligo. San Pietro in Cariano può vantare anche degli istituti di scuola superiore. Inoltre, a San Floriano (frazione di San Pietro in Cariano), presso Villa Lebrecht, è stata recentemente istituita la sede del corso di laurea in Scienze e Tecnologie Viticole ed Enologiche, dell'Università degli Studi di Verona.

### Biblioteche e centri documentazioni
Ogni comune valpolicellese possiede una propria biblioteca. Esse sono poi integrate nel "Sistema bibliotecario della provincia di Verona". La biblioteca comunale di Fumane si trova in viale Verona, a Marano in piazza della Comunità, a Negrar in via Cavalieri di Vittorio Veneto, a San Pietro in Cariano in via Lenguin, a Sant'Ambrogio in viale Madonnina e a Pescantina in via Ponte.
Nel 1980 è nato il Centro di documentazione per la storia della Valpolicella come una libera associazione culturale per la sviluppo della ricerca e della conoscenza della storia del comprensorio. Il centro ha sede a Fumane, presso la biblioteca comunale.
Il centro ha curato la pubblicazione di oltre trentacinque volumi, fra cui diciotto Annuari.

### Musei
Attualmente in Valpolicella sono presenti quattro musei:
- A Sant'Anna d'Alfaedo è presente il museo paleontologico e preistorico che espone grandi fossili (di rettili e tartarughe) trovati nelle cave della zona e altri reperti preistorici provenienti dalla Lessinia orientale e dall'alta Valpolicella.
- A San Giorgio di Valpolicella sono presenti un museo etnografico, istituito negli anni settanta del novecento, che documenta le attività e le tradizioni locali grazie all'esposizione di cimeli preistorici, e uno archeologico che raccoglie alcuni reperti trovati in loco come are e iscrizioni romane, sculture e rilievi Longobardi e carolingi, oggetti d'arte di svariate epoche[87].
- A Pescantina sono invece esposti oggetti che raccontano le attività della popolazione del luogo e delle comunità legate al fiume Adige[88]. Si possono trovare documenti, fotografie e disegni riguardanti: la navigazione del fiume, la macinazione dei cereali, la frutticoltura, l'irrigazione e di numerose altre pratiche agricole artigianali e domestiche.
- A Molina, infine, è presente un museo di botanica, che in collaborazione con il museo civico di storia naturale di Verona, espone numerosi materiali, fotografie e disegni per illustrare le specie botaniche dell'area lessinica.

## Economia

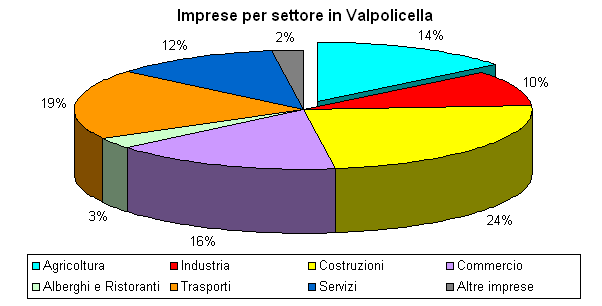
Distribuzione per settore delle aziende della Valpolicella. I dati riguardano il 2008. Si evidenzia il 14% d'imprese legate all'agricoltura.

La presenza di materie prime, il perdurare di lunghi periodi di pace e la posizione favorevole (sulla via del Brennero e vicino a un fiume navigabile) sono stati fattori che hanno certamente permesso alla Valpolicella di godere di una certa ricchezza economica nel corso della sua storia, nonostante alcuni periodi di crisi, generalmente legati a cali nella produzione agricola o a periodi di recessione economica.
Se l'agricoltura è stata l'attività più caratteristica della valle, il boom economico degli ultimi anni ha portato alla nascita di numerose imprese anche in ambito edilizio e nel settore terziario. Se nel 1961 si registrano complessivamente 1420 aziende che danno lavoro a 4720 addetti, nel 1969 risultano aumentate a 1610 con 6130 addetti. Come per l'agricoltura, caratterizzata fino a pochi anni fa da piccoli possedimenti privati, anche l'industria è perlopiù costituita da imprese d'iniziativa privata, con conseguente grande frazionamento. L'eccezione a questa peculiarità è stata rappresentata dall'azienda "Lonardi", specializzata in costruzioni in acciaio (situata a San Pietro in Cariano), di ragguardevoli dimensioni e che era riuscita a guadagnare notevole affermazione nel settore prima di chiudere per fallimento.
Le due produzioni che hanno sempre caratterizzato l'economia della Valpolicella sono quelle del vino e del marmo. Se la produzione del primo è distribuita equamente su tutto il territorio, quella del secondo è accentrata nelle cave estrattive situate nei comuni di Sant'Ambrogio e Sant'Anna d'Alfaedo.

### Il marmo

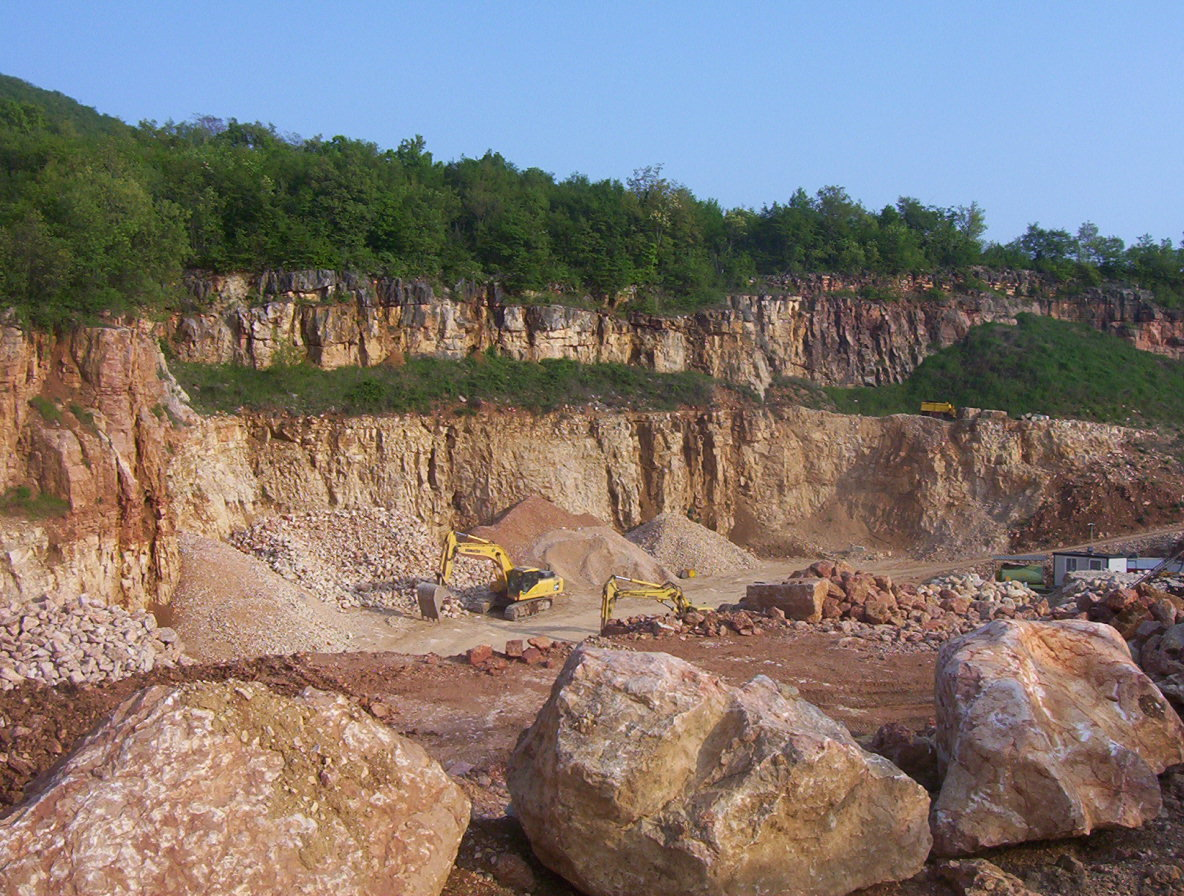
Cave di Marmo a Sant'Ambrogio di Valpolicella

Fin dall'antichità la Valpolicella è stato il fulcro di un'intensa attività di estrazione di marmo pregiato. Molti monumenti di Verona sono stati edificati utilizzano questo marmo, e molto probabilmente anche le pietre che compongono l'Arena di Verona provengono da qui.
Molti altri monumenti veronesi sono stati edificati grazie a questi marmi, ma forse il più insigne esempio ci viene dalla rinascimentale cappella Pellegrini, dove l'architetto Michele Sanmicheli raggiunse altissimi livelli di eleganza e magnificenza anche grazie all'utilizzo del nembro bianco di Selva di Sant'Ambrogio, un tipo di marmo conosciuto anche come bronzino.
Il tipo più caratteristico di marmo qui estratto è la pietra di Prun. Lo scavo di questa pietra ha origini antichissime, risalenti all'epoca medioevale o addirittura romana. Un'altra pietra molto importante è il marmo rosso di Verona (un tipo di rosso ammonitico), lavorato nella zona più a ovest della valle: questa estrazione, che è in corso da venti secoli, è essenziale per la decorazione di elementi architettonici, pavimenti e sculture. Anche il tufo, estratto in particolare nelle colline tra Negrar e Valgatara e a Corrubbio, è stato estratto fin dai tempi dei romani, come testimoniano molte costruzioni realizzate con esso.
A partire dal XIX secolo, grazie al miglioramento delle vie di comunicazione, il marmo valpolicellese, sia grezzo che lavorato, ha iniziato ad essere esportato al di fuori dai confini nazionali, ed in particolare verso Austria, Germania, Polonia, Inghilterra e Americhe.
Nel periodo tra le due guerre, l'attività estrattiva ha subito profondi rallentamenti dovuti alla mancanza di manodopera e di richiesta; anche il periodo autarchico, voluto dal fascismo, ha causato l'interruzione dei commerci esteri che si erano ben avviati sul sorgere del XIX secolo.
A partire dal termine della seconda guerra mondiale la produzione di marmo ha sperimentato una rapida crescita, così che nel 1969 si è arrivati a contare circa 140 aziende che occupavano oltre mille lavoratori.
Il commercio estero è di fondamentale importanza per questo settore e i principali mercati di sbocco sono rappresentati dall'Unione europea e in particolare dalla Germania. Qui di seguito sono elencati alcuni dati sulle esportazioni avvenute nel 1998:
| Luogo di esportazione | Tonnellate       | Ricavi (in milioni di euro) |
| --------------------- | ---------------- | --------------------------- |
| Europa (Germania)     | 142.223 (74.252) | 85,46 (45)                  |
| Asia                  | 129.035          | 65,58                       |
| Americhe              | 72.463           | 62,11                       |
| Oceania               | 3.962            | 3,78                        |
| Africa                | 2.585            | 1,1                         |

### Agricoltura
Da sempre la Valpolicella ha avuto nell'agricoltura la sua principale fonte di ricchezza. Soprattutto negli ultimi anni la storica vocazione alla viticoltura ha fatto fiorire l'economia della valle, con la nascita di molte aziende agricole e cantine sia a gestione familiare che vere e proprie imprese industriali famose in tutto il mondo.

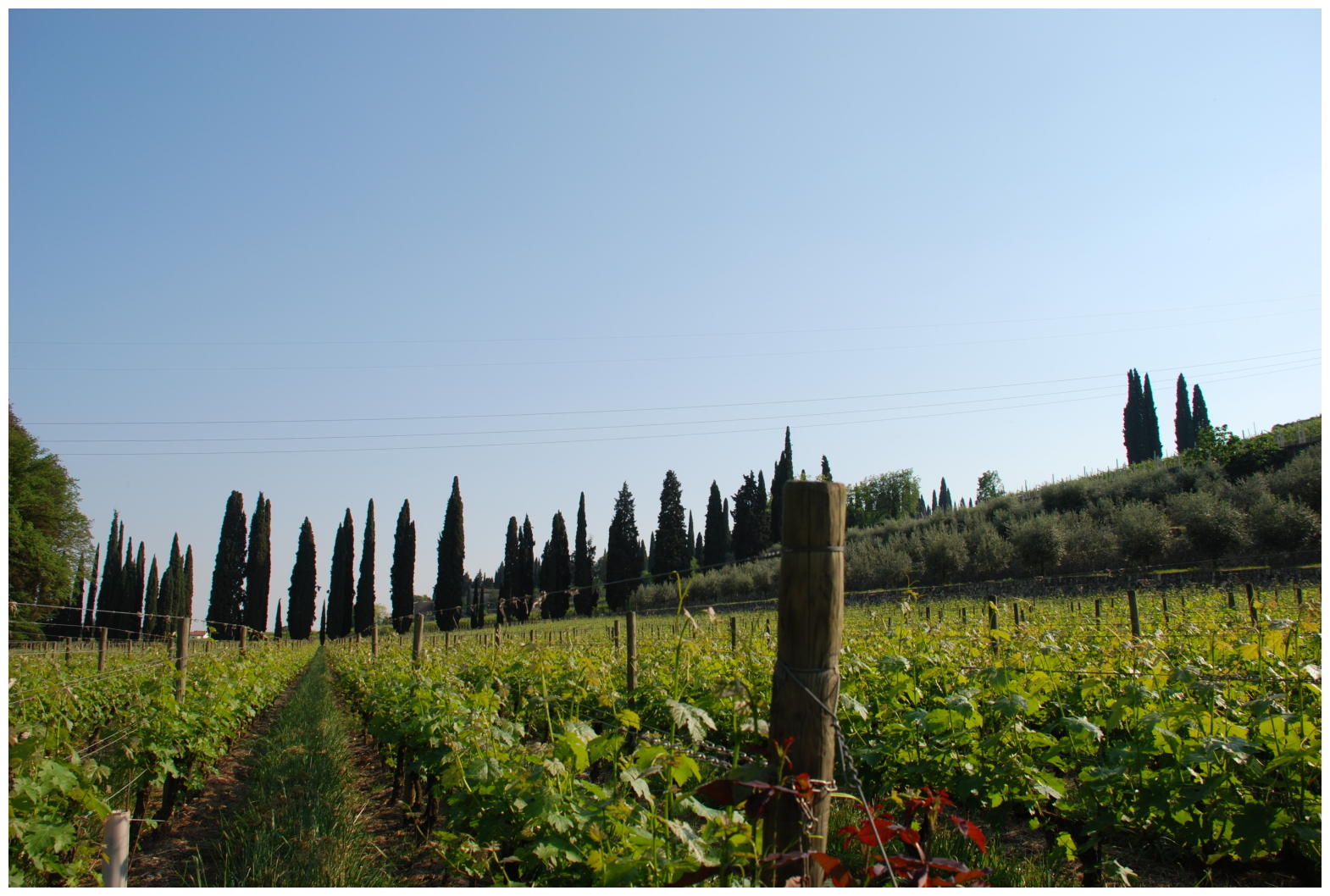
Vigneti in Valpolicella

L'esportazione di vino imbottigliato copre i mercati di tutto il mondo e in particolare il Nord America e l'Europa centrale, ma sono in ampliamento anche i mercati dell'est. Il vino più quotato sul mercato è l'Amarone, sempre fatto con le uve del Valpolicella.
La produzione di uva si stima essere ampiamente superiore ai 550.000 quintali. I vigneti più pregiati si trovano in collina, dove per permettere la coltivazione sono stati creati dei terrazzamenti, chiamati in dialetto le marogne.
Per la difesa e la valorizzazione dei vini tipici della Valpolicella, il 9 febbraio 1925, venne costituito un consorzio che esiste tuttora.
Seppur di minor importanza rispetto alla coltivazione della vite, anche gli alberi da frutto contribuiscono sostanzialmente al sostentamento dell'economia della valle. Dalla metà del XIX secolo si sono accresciute, nella parte meridionale della zona, ampie coltivazioni di pescheti (in particolare a Pescantina), mentre la parte più centrale e collinare si è caratterizzata per la coltivazione del ciliegio (in particolare a Cerna, Cavalo, Prun e Molina). Le pesche di queste zone sono state a lungo considerate le migliori del Veneto e nella bassa Valpolicella sono sorti numerosi consorzi ed aziende specializzate nella loro lavorazione ed esportazione (in particolare verso la Germania).
L'intensa attività agricola ha stimolato alla creazione di molte cooperative ed aziende sociali che hanno affiancato negli anni le grandi aziende private. A San Pietro in Cariano ed a Negrar sono presenti cantine sociali e cooperative cerasicole che offrono ai propri soci importanti infrastrutture.
L'agricoltura in Valpolicella è però sempre stata minacciata dal fenomeno della grandine, nonostante siano stati studiati e sperimentati numerosi rimedi nel corso degli anni. Per la protezione dei frutteti si è spesso fatto ricorso all'uso di reti protettive. I coltivatori di vitigni sono costretti a combattere anche un'altra piaga che ha messo più volte nella storia in ginocchio la vendemmia, la fillossera.

### Industria e servizi
Nel contesto economico del luogo la piccola e media industria manifatturiera hanno la loro importanza. Si possono trovare notevoli aree artigianali industriali nei comuni di San Pietro in Cariano, Sant'Ambrogio di Valpolicella ed a Negrar. Nel comune di Fumane è presente un imponente cementificio, ora abbandonato. Una produzione manifatturiera che ha sempre caratterizzato la zona è quella dei mobili per arredamento. 

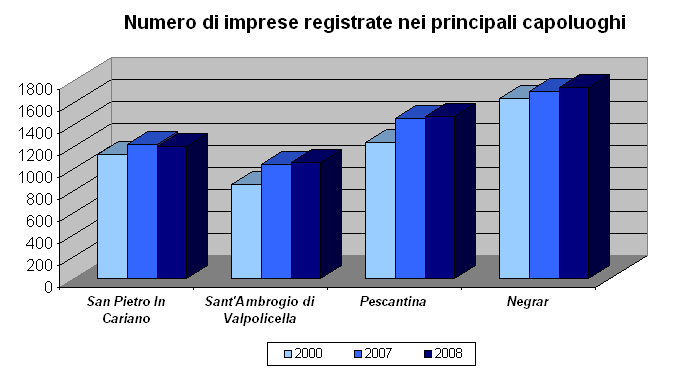
Numero d'imprese registrate nei capoluoghi più importanti della Valpolicella. I dati riguardano il 2000, 2007 e 2008 e provengono dalla Camera di commercio di Verona.

L'attività di allevamento è invece risultata in forte diminuzione negli ultimi anni, seppur resistendo marginalmente in particolare nelle zone dell'alta Valpolicella.
La crescita sostenuta dell'economia della valle ha portato ad un incremento del settore dei servizi; fra questi, quello bancario è giunto a far contare la presenza di quasi 50 sportelli sul territorio. Nativa di Marano è la "Banca della Valpolicella - credito cooperativo di Marano", fondata il 12 giugno 1984, che ha conosciuto un'estensione capillare di filiali sul territorio, spingendosi anche al di fuori dei confini naturali della valle.
Il turismo ha un rilevante peso nell'economia della valle, grazie al clima gradevole, e ciò ha favorito la creazione di centri benessere e di servizi termali.
Per quanto riguarda la sanità, il territorio della Valpolicella è interamente compreso nei confini dell'ULSS 22. A Negrar è presente l'Ospedale Sacro Cuore Don Calabria, struttura privata-convenzionata, con oltre 800 posti letto disponibili. La sede del distretto sanitario è a Domegliara.
Nel campo dei servizi per la pubblica sicurezza è in fase di attivazione un corpo di polizia municipale unico per tutti i comuni, ad eccezione di Marano di Valpolicella che non ha aderito al progetto, che garantirà, nelle intenzioni dei proponitori, una maggior ottimizzazione della copertura.

## Trasporti e vie di comunicazione
Nella storia della Valpolicella, le sue contrade montane hanno vissuto fino a poco tempo fa in uno stato di isolamento dovuto alla mancanza di efficienti vie di comunicazioni. Esse erano per lo più collegate con sentieri precari tracciati in particolare da contrabbandieri che risalivano le valli valpolicellesi per recarsi nel Trentino-Alto Adige. I paesi di fondo valle, al contrario, disponevano già di una sufficiente rete viaria e spesso utilizzavano anche il vicino fiume Adige per spostare persone e materiali verso la città di Verona.
A partire dal XIX secolo, con l'esigenza da parte dei dominatori austriaci di fortificare la zona, sono sorte nuove e più agevoli vie di comunicazione anche per alcuni paesi remoti della zona collinare (come Monte) che uscivano dal secolare isolamento nonostante molte di queste strade erano soggette a servitù militari.
È però a partire dalla metà del XX secolo, grazie al grande boom economico che si ha la realizzazione di un notevole sistema viario, che però risulta essere oggigiorno ancora insufficiente a gestire la grande mole di traffico che qui si concentra.

### Strade
La Valpolicella vanta una buona rete stradale che collega tutti i principali centri abitanti della pianura con le valli più a nord. L'autostrada A22 del Brennero prosegue, dopo l'uscita di Verona nord, per circa 7 km lungo la tangenziale ovest fino a giungere prima a San Pietro in Cariano e a Fumane poi. La valle è attraversata, nella sua parte più meridionale, dalla strada statale 12 dell'Abetone e del Brennero che attraversa i comuni di Pescantina e Sant'Ambrogio collegando la Valpolicella a Verona ad est e alla Valdadige a nord ovest.
La strada provinciale n.4 della Valpolicella è la strada principale che collega il quartiere di Borgo Trento di Verona alla frazione di Domegliara di Sant'Ambrogio, attraversando tutta la vallata. In direzione da sud a nord, la strada provinciale n.33 del Pastello parte da San Pietro in Cariano e sale verso la Lessinia fino all'abitato di Cavalo (frazione di Fumane). Questa strada prende il nome dal Monte Pastello. Sempre in questa direzione la strada provinciale n.33/c di Solane (dal Monte Solane) collega Sant'Ambrogio a Cavalo. Queste due strade poi proseguono verso Breonio.

### Linee ferroviarie

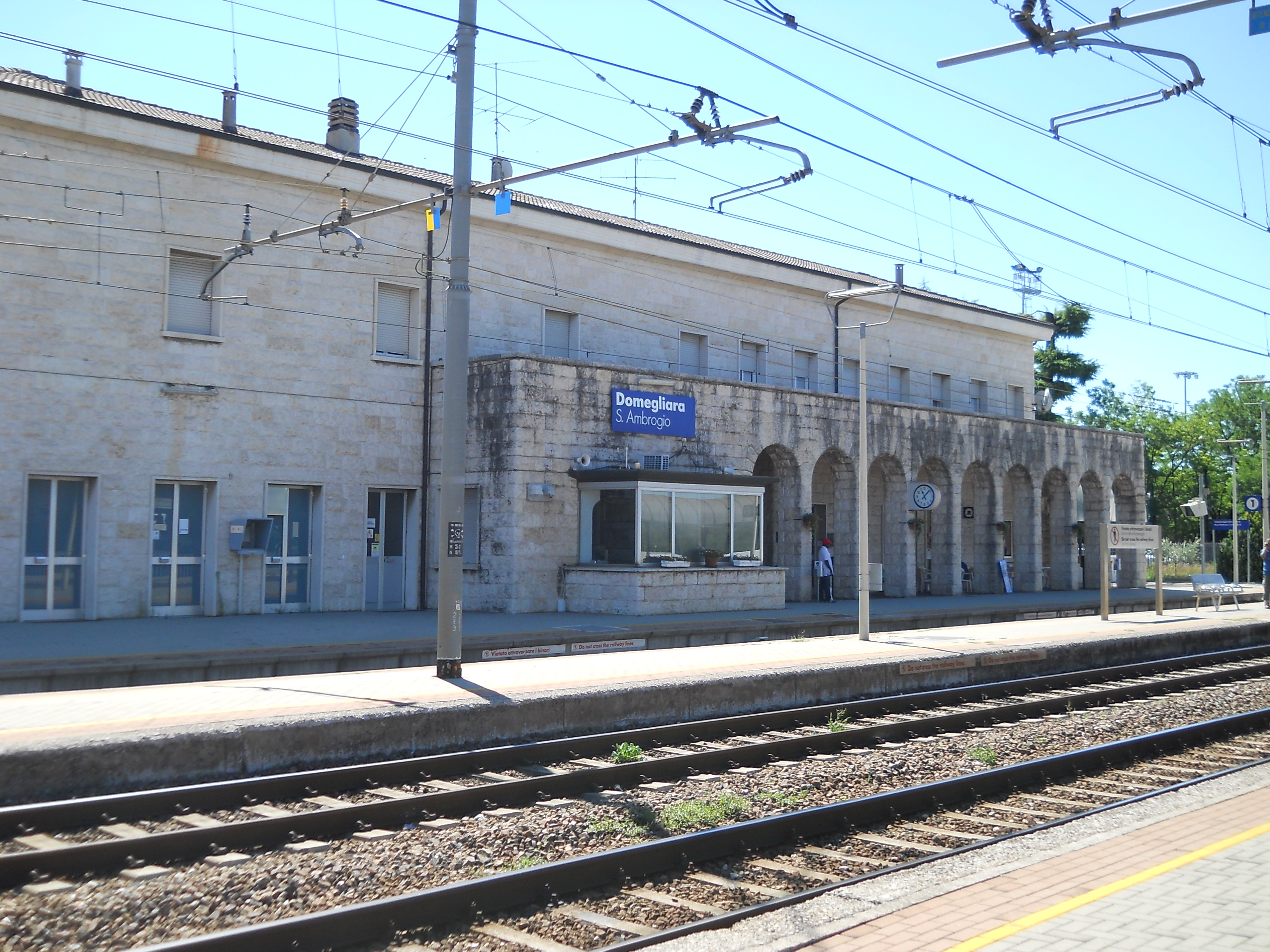
La stazione ferroviaria di Domegliara

A sud la Valpolicella è attraversata dalla Ferrovia del Brennero. L'unica stazione passeggeri attualmente in funzione è la stazione di Domegliara, situata nel comune di Sant'Ambrogio di Valpolicella; essa dispone di un attrezzato scalo merci ad uso delle numerose industrie di marmi e di un'acciaieria. La stazione di Balconi di Pescantina, nota per essere stata l'approdo di molti internati dei campi nazisti che fecero ritorno in patria, è ormai da anni in disuso.
Nella prima metà del 1900 era entrata in funzione la ferrovia Verona-Caprino-Garda che attraversava la valle, soppressa nel 1959, a favore della strada provinciale.

### Autobus
Il servizio di trasporto pubblico su autobus è gestito dall'azienda ATV e raggiunge tutti i comuni e la maggior parte delle frazioni del territorio. Recentemente è stato potenziato il servizio di trasporto pubblico a favore dell'ospedale di Negrar grazie ad un finanziamento dello stesso nosocomio, dei comuni di Negrar e Verona e della provincia.

## Monumenti e luoghi d'interesse

### Le ville

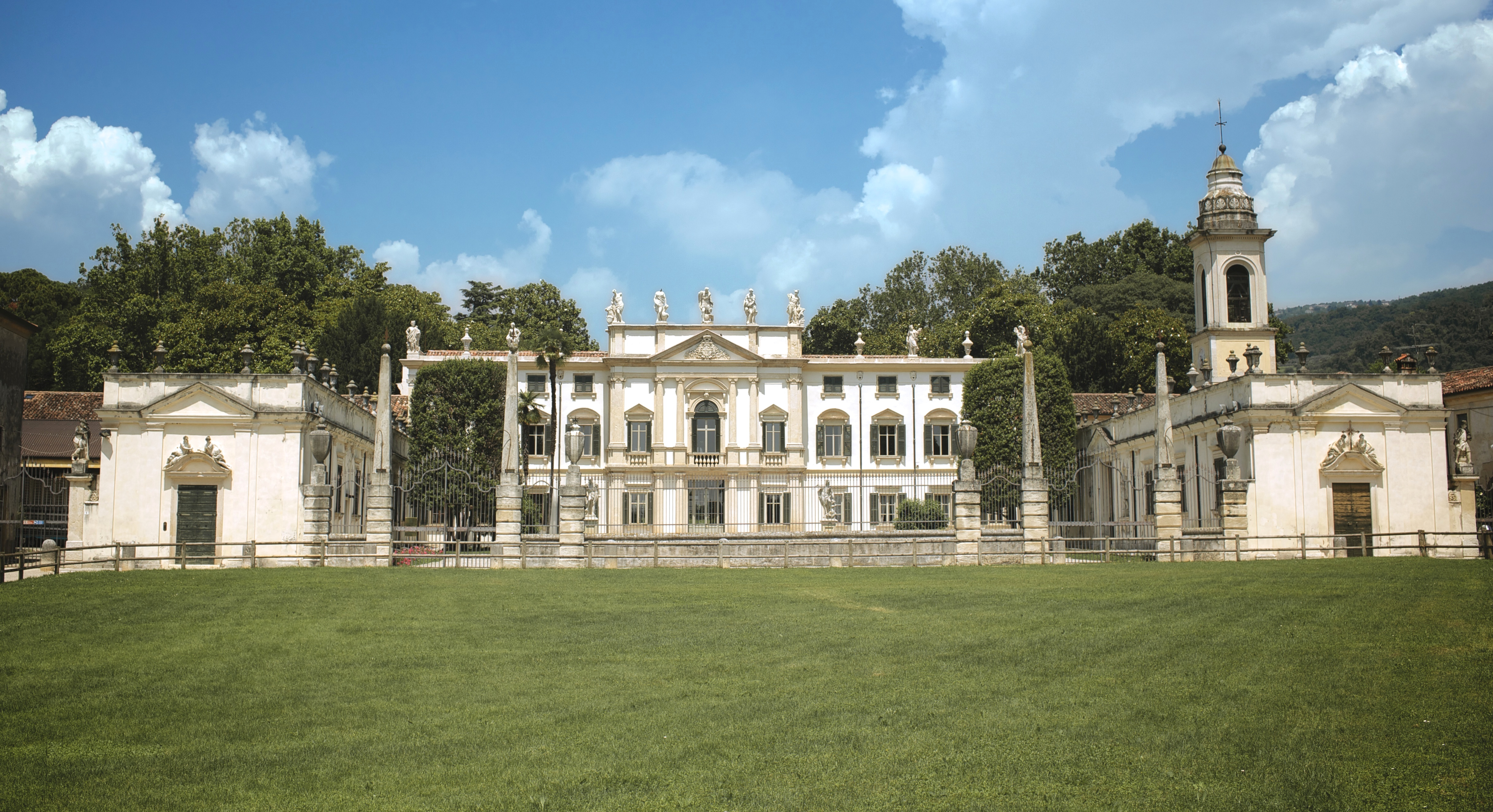
Villa Mosconi, Bertani a Negrar

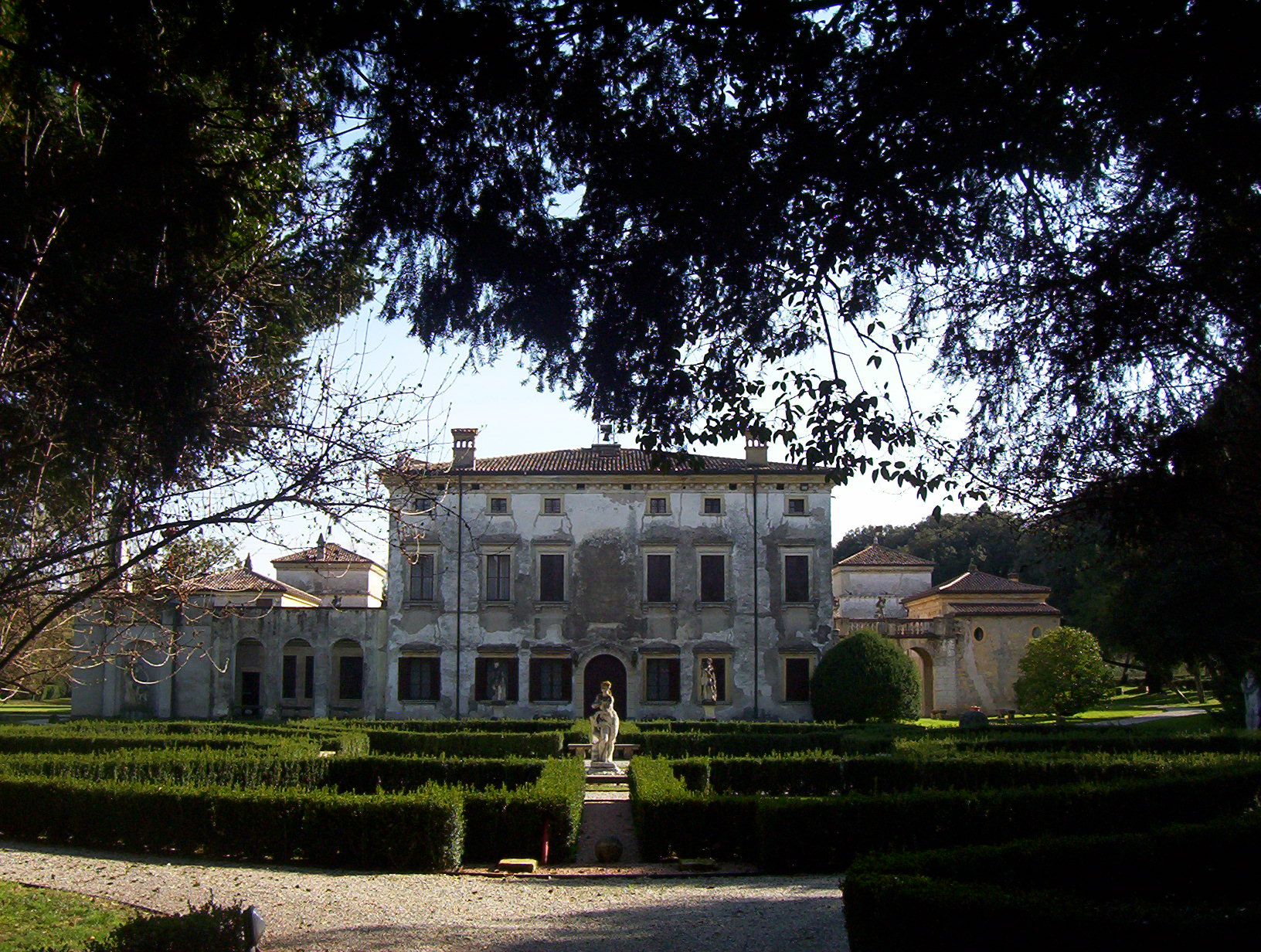
Villa Giona, a San Pietro in Cariano, località Cengia

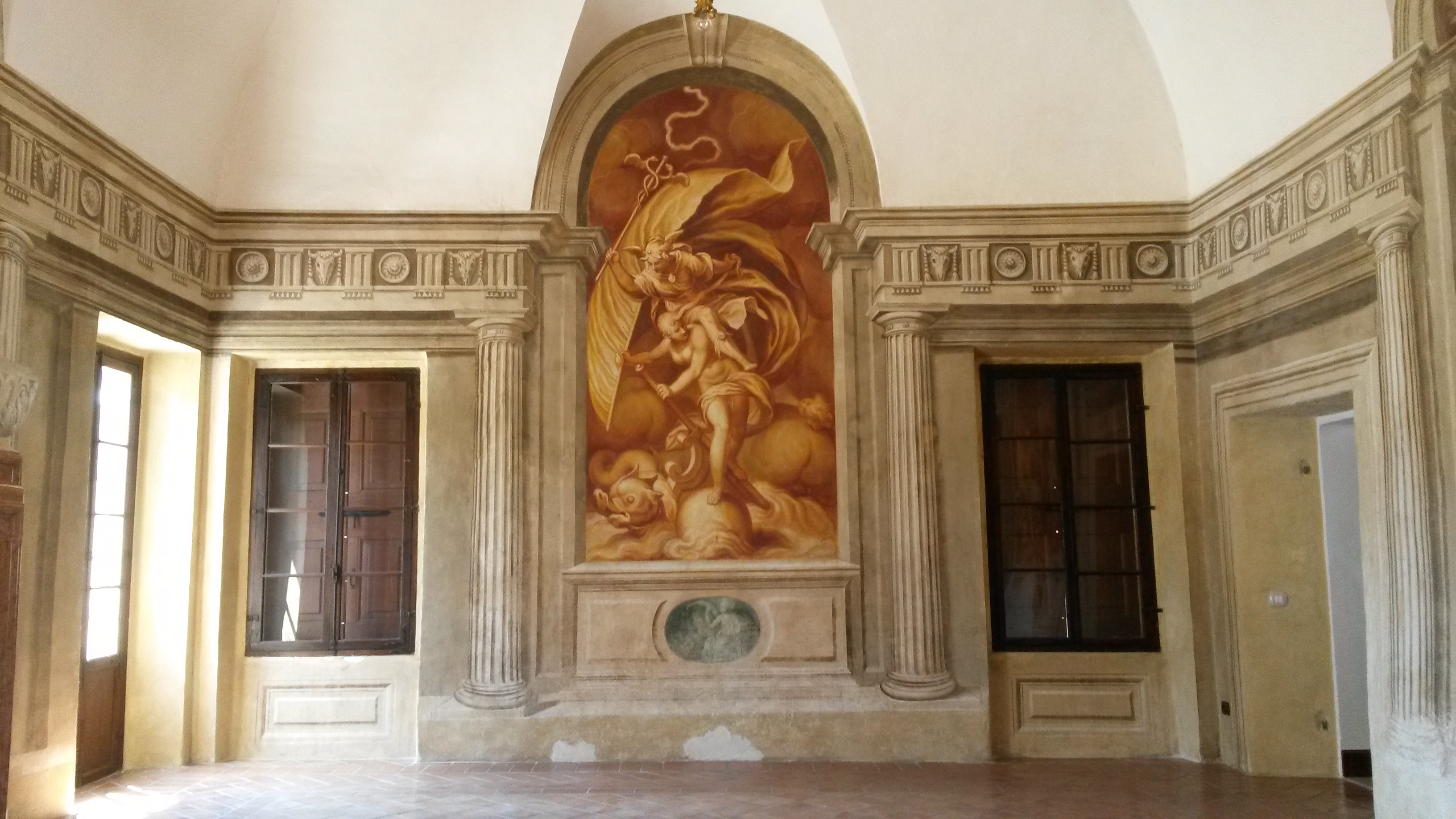
Villa Nichesola-Conforti, Ponton di Sant'Ambrogio di Valpolicella, Sala Rossa, affreschi di Paolo Farinati, 1590 circa.

La Valpolicella è rinomata per la presenza sul territorio di numerose ville venete di ragguardevole pregio storico-artistico. L'edificazione di queste dimore risale al XV secolo, all'epoca della dominazione veneziana, e nasce dall'esigenza dei ricchi proprietari terrieri veronesi di trasferirsi saltuariamente in campagna per seguire la produzione agricola oppure per villeggiatura.
Non meno di ottanta ville sono presenti nel territorio; possiamo citare le principali:
- Villa Pullè, a San Pietro in Cariano;
- Villa Betteloni, a Castelrotto di San Pietro in Cariano;
- Villa Buri, Avanzi, di origini medievali, a San Pietro in Cariano;
- Villa Santa Sofia, a Pedemonte di San Pietro in Cariano, famosa per essere stata progettata da Andrea Palladio;
- Villa Giona, in località Cengia di San Pietro in Cariano;
- Villa Fumanelli, in località Squarano di San Pietro in Cariano;
- Villa Lebrecht, nella frazione di San Floriano di San Pietro in Cariano. Utilizzata oggigiorno come sede universitaria;
- Villa Costanza, a San Pietro in Cariano, in località Villa Monga, risalente alla prima metà del Seicento;
- Villa Noris, a Negrar, in località La Sorte, risalente alla prima metà del XVII. Oggi proprietà privata.
- Villa Mosconi, Bertani, a Nòvare di Arbizzano, attualmente di proprietà di una nota azienda agricola per rappresentanza;
- Villa Sartori, situata nella frazione di Santa Maria nel comune di Negrar;
- Villa Bertoldi, Stefani, nel comune di Negrar, in località Palazzo, risalente al XV secolo;
- Villa Rizzardi, in località Poiega di Negrar, famosa soprattutto per il suo giardino, meta di molti visitatori;
- Villa Turco, Zamboni, ad Arbizzano di Negrar, risalente al XVI secolo;
- Villa Della Torre, a Fumane, una delle più interessanti dal punto di visto storico-artistico;
- Villa Lorenzi, a Marano di Valpolicella, progettata dall'architetto veronese Luigi Trezza;
- Villa Nichesola-Conforti a Ponton di Sant'Ambrogio di Valpolicella, con affreschi di Paolo Farinati.
- Villa Da Sacco, a Pescantina, opera dell'architetto Francesco Ronzani;
- Villa Quaranta, De Vecchi, a Pescantina, risalente ai primi decenni del Seicento;
- Villa Serego Alighieri, a Gargagnago (Sant'Ambrogio di Valpolicella), già esistente nella seconda metà del XIV secolo;
- Villa Porta, in località Canzago a Marano di Valpolicella, risalente al XVII secolo;
- Villa Ottini, a Parona, databile alla fine del XVII secolo.

### Chiese e pievi

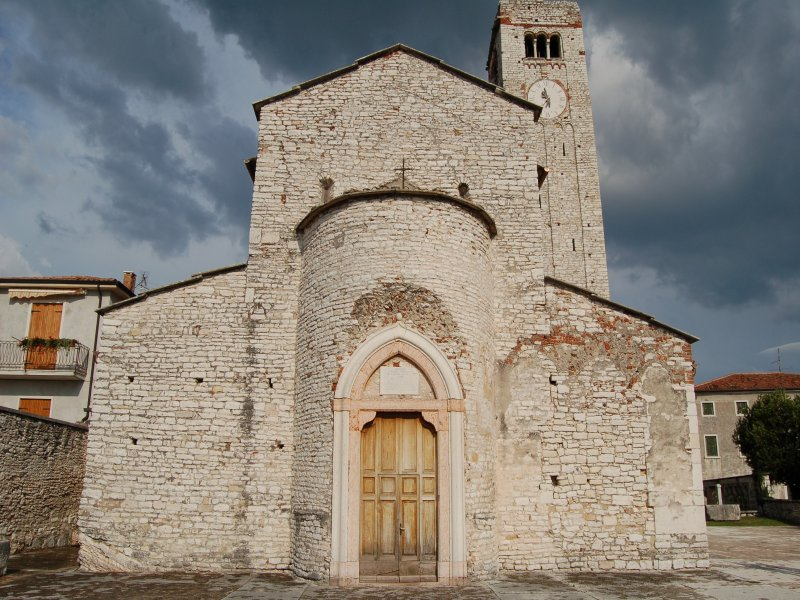
Pieve di San Giorgio di Valpolicella

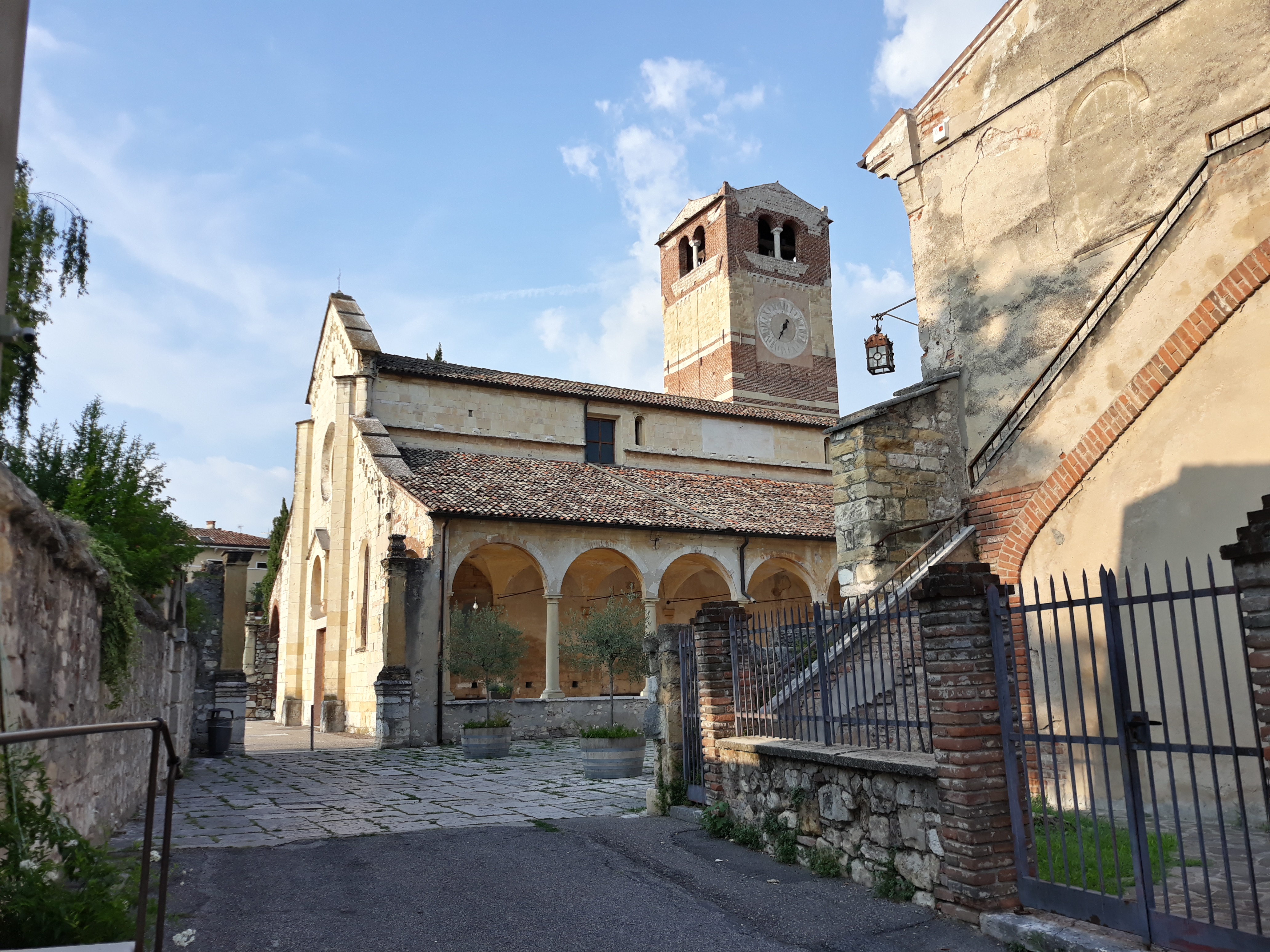
Pieve di San Floriano

La Valpolicella è anche ricca di piccole chiese e di pievi di architettura romanica:
- Pieve di San Floriano, a San Floriano di San Pietro in Cariano. Risalente al XII secolo è uno dei più begli esempi di architettura romanica nel veronese. Dotata di un notevole campanile;
- Pieve di San Giorgio di Valpolicella, a San Giorgio di Sant'Ambrogio di Valpolicella. Sorta su un precedente tempio longobardo, di cui è ancora presente un interessante ciborio, l'edificio romanico è stato edificato nell'XI secolo. Nel Medioevo ha ospitato una collegiata di sacerdoti e un seminario[32];
- Chiesa di Santa Sofia di Pedemonte risalente al IX secolo;
- Chiesa di San Marco al Pozzo, a Valgatara di Marano. La sua esistenza è documentata almeno dal XIII secolo, inizialmente dedicata a Santo Stefano, poi a San Marco, in onore della Serenissima;
- Chiesa di San Martino, a Corrubbio di San Pietro in Cariano (XII secolo);
- Santuario di Santa Maria di Valverde, situata in una stupenda posizione di dominio su due vallate;
- Chiesa di Santa Maria della Misericordia, a Gargagnago, parte su progetto di Bartolomeo Giuliari;
- Chiesa di San Zeno in Poia, a Sant'Ambrogio di Valpolicella, datata verso l'inizio del XII secolo;
- Chiesa di San Michele, a Pescantina, circa XII secolo;
- Chiesa di San Lorenzo Martire, a Pescantina, di architettura neoclassica, su progetto di Luigi Trezza;
- Chiesa di Santa Lucia di Pol, romanica del XII secolo.

### Altri luoghi di interesse storico-naturalistico

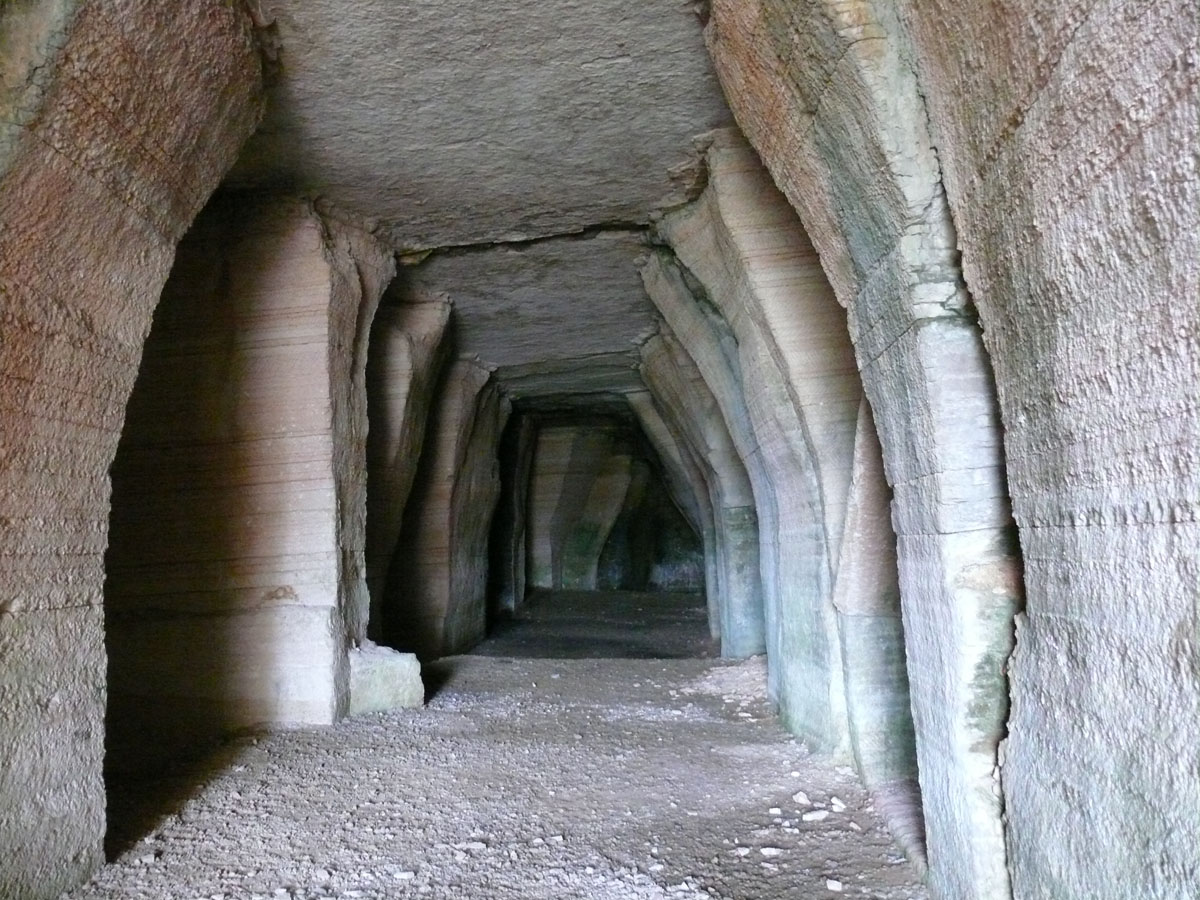
Antiche cave di Prun

- Museo botanico di Molina a Fumane;
- Parco delle cascate, a Molina di Fumane. Situato nella zona di confluenza con la Val Cesara ed il Vaio delle Scalucce;
- Riparo Solinas, a Fumane, chiamata anche "Grotta di Fumane", è un sito archeologico, recante tracce dell'insediamento dell'Homo neanderthalensis e dell'Homo sapiens;
- Oasi naturalistica di protezione "Oasi Ponton" a Sant'Ambrogio di Valpolicella;
- Cave di Prun; complesso di numerose gallerie scavate dal 1700 sul fianco della montagna di Prun per ricavarne pietra per costruzioni e manufatti. Oggi si è creato un percorso suggestivo di alcuni chilometri tra i tunnel;
- Le contrade dell'alta Valpolicella con le loro caratteristiche case in pietra;
- Santuario della Madonna de La Salette, a Fumane, voluto come ex voto dagli abitanti del paese per chiedere la protezione da una devastante malattia di fillossera della vite nel 1864. Grazie alla sua posizione possiede una vista sulla valle.

## Sport
In Valpolicella sono presenti numerosi impianti e società sportive.
Sicuramente lo sport più popolare è il calcio, e moltissime frazioni sono dotate di una propria squadra e campo da gioco. Il "Domegliara", dopo aver militato per anni nelle categorie regionali venete, si è imposto come campione regionale d'Eccellenza nella stagione 2006-2007, entrando a far parte dal 2008 del girone C della Serie D.

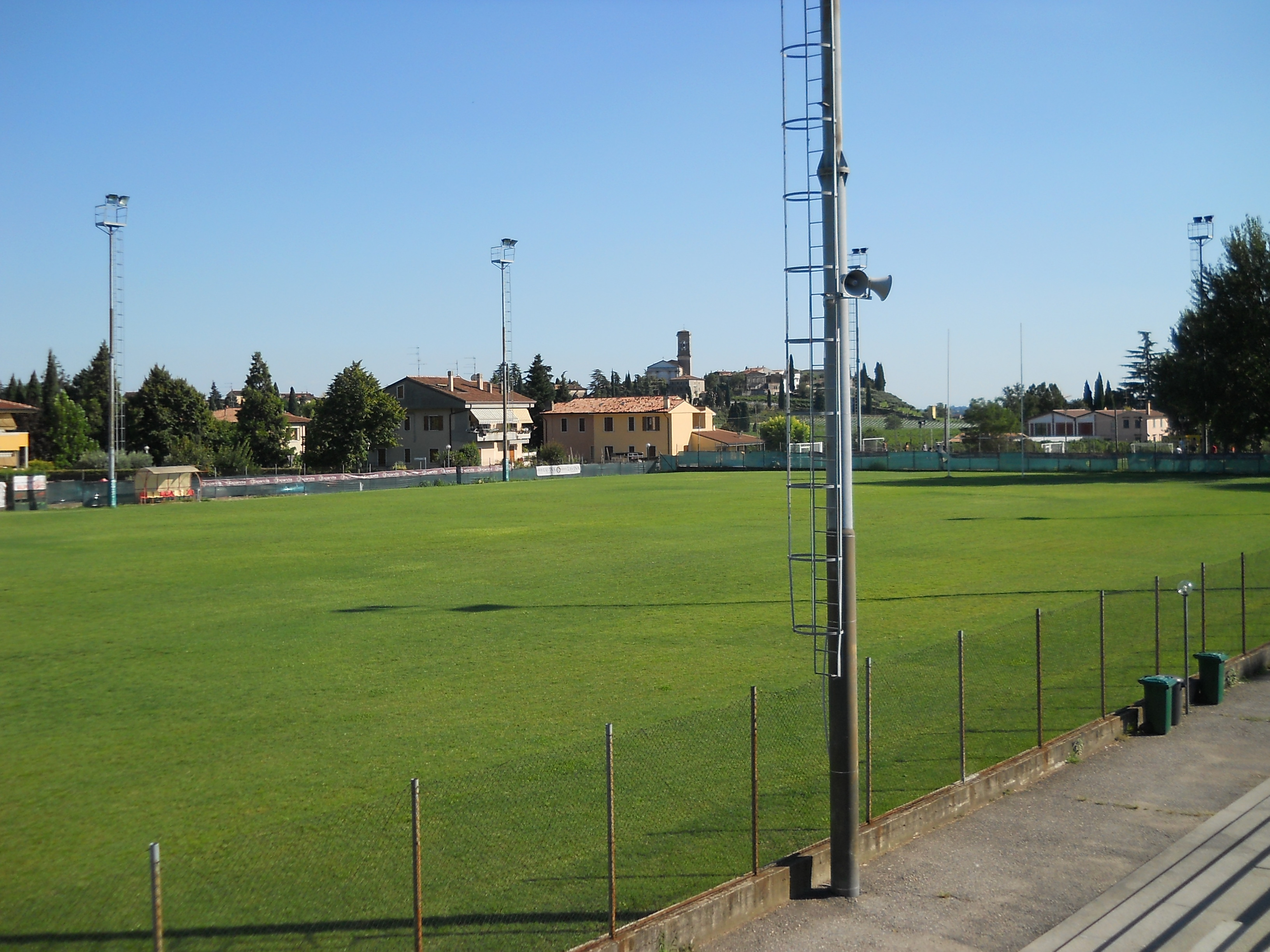
Il campo da rugby di San Pietro in Cariano

Un altro sport che ha solide tradizioni nella valle è il tamburello. Negli anni settanta il "Lonardi" di San Floriano (società oramai scomparsa) ha conquistato ben quattro campionati italiani. Altri importanti risultati sono stati raggiunti dalla Fumanese e dal Valgatara.
Nel 1974 a San Pietro in Cariano nasce il Rugby Club Valpolicella, che è riuscito ad imporsi come una delle squadre più importanti, a livello giovanile, nel panorama rugbystico nazionale.
Altri sport praticati sono il triathlon (in particolare a Fumane), l'atletica leggera (sono presenti dei moderni impianti a San Pietro in Cariano) e il tiro a segno (a Negrar).
Le colline della valle sono inoltre meta privilegiata per numerosi amanti del ciclismo. In occasione del "Palio del Recioto di Negrar", si tiene il Gran Premio Palio del Recioto gara ciclistica internazionale riservata agli under 23, che attraversa gran parte dei comuni della valle.

## Eventi
Come è tradizione in tutta la provincia di Verona, anche in Valpolicella non c'è comune o frazione importante che non presenti in calendario almeno una sagra l'anno. Queste feste popolari, che richiamano molti partecipanti, si svolgono generalmente in occasione della ricorrenza del santo patrono del luogo. Tra le più importanti la sagra di San Lorenzo a Pescantina e la "Sagra dell'anguria e festa dell'Assunta" che si svolge nella frazione di Bure.
A Pedemonte (comune di San Pietro in Cariano), tra aprile e maggio, si svolge la cosiddetta "Magnalonga", una camminata enogastronomica lungo le colline, che richiama migliaia di appassionati da ogni parte d'Italia e dall'estero.
A Negrar, durante il periodo delle festività pasquali, si svolge fin dal 1953 un importante concorso enologico: "Il palio del Recioto".
Come da tradizione veronese, anche in Valpolicella è sentito molto il carnevale. In particolare a Domegliara (frazione di Sant'Ambrogio) la domenica precedente il Mercoledì delle Ceneri si tiene una festosa sfilata di carri allegorici: il "Carnealòn de Domeiara" (detto in lingua veneta).
Per gli amanti della musica è necessario citare il "Mazzurega in blues festival", che si tiene nell'omonima frazione di Fumane, e Musica in Villa in Valpolicella, una serie di concerti di musica classica che si tengono durante il periodo estivo in alcuni dei luoghi più suggestivi della valle.

## Enogastronomia

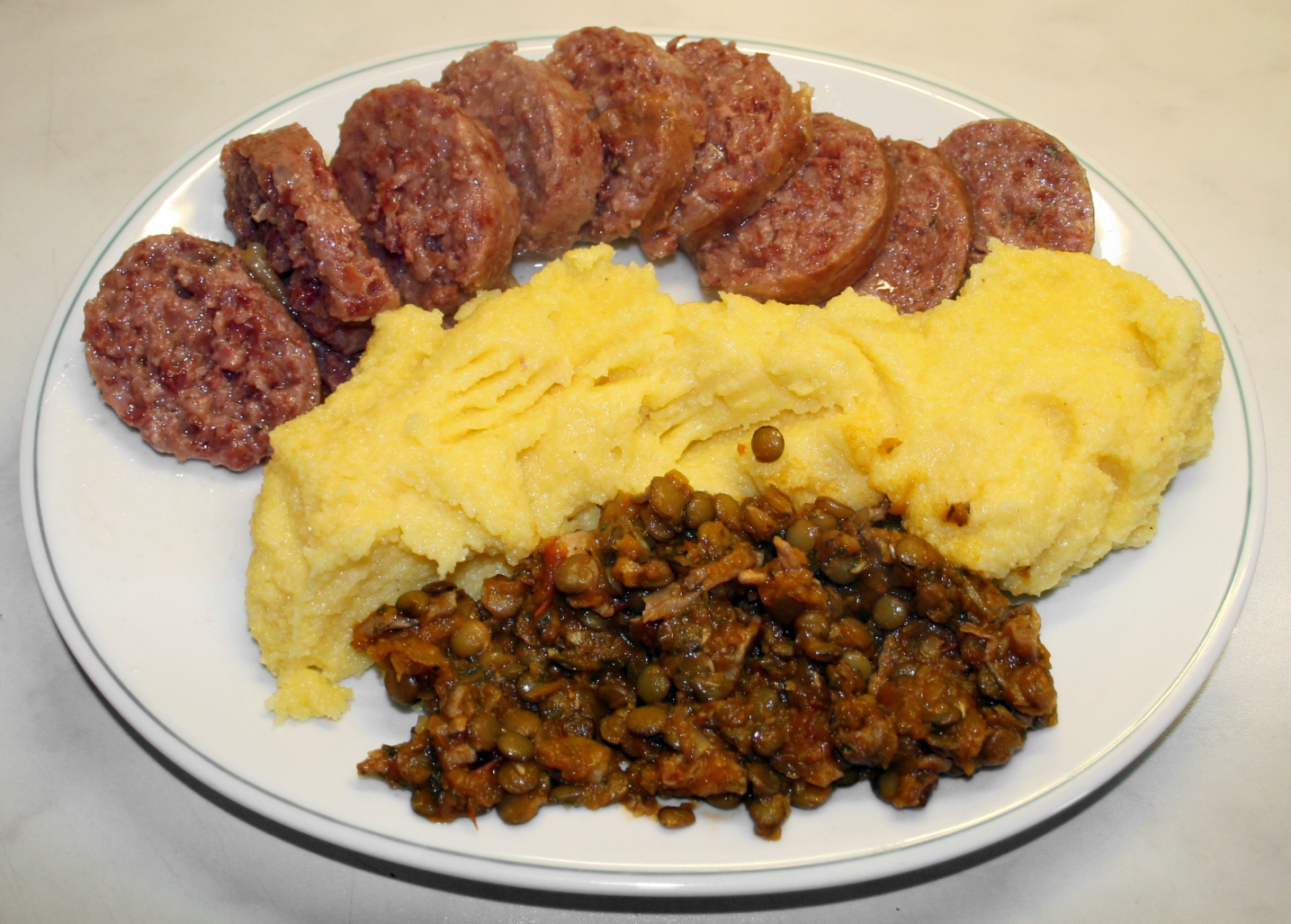
Cotechino servito con polenta e lenticchie

Cibo fondamentale della cucina tipica della Valpolicella è sicuramente la polenta. Cotta in un paiolo di rame, può accompagnare salami, sanguinaccio, strutto e il più classico cotechino. Altro piatto tipico della cucina veronese, e di conseguenza della Valpolicella, è il lesso con pearà. Se sulla tavola abbondano da un lato insaccati e prodotti dell'orto, dall'altro il pesce non riveste una grande importanza nella cucina di questa zona, fatta eccezione per l'aringa (chiamata in dialetto renga) che viene addirittura festeggiata, a Parona, il primo mercoledì delle ceneri nella tradizionale "festa della Renga".
Un piatto raro presente in questa cucina sono le lumache accompagnate, ad esempio, dal tartufo nero, non estremamente raro in queste zone.
Fra i primi piatti va ricordata la pasta fatta in casa: tagliatelle, bigoli, lasagne, e non possono certo mancare i tradizionali gnocchi di patate. Una menzione speciale va al "risotto all'Amarone", realizzato utilizzando il famoso vino locale.
Come esposto in precedenza, la zona collinare della Valpolicella è ricca di ulivi che producono dell'olio di eccellente qualità.

### Vini
(Giuseppe Silvestri, giornalista e storico)

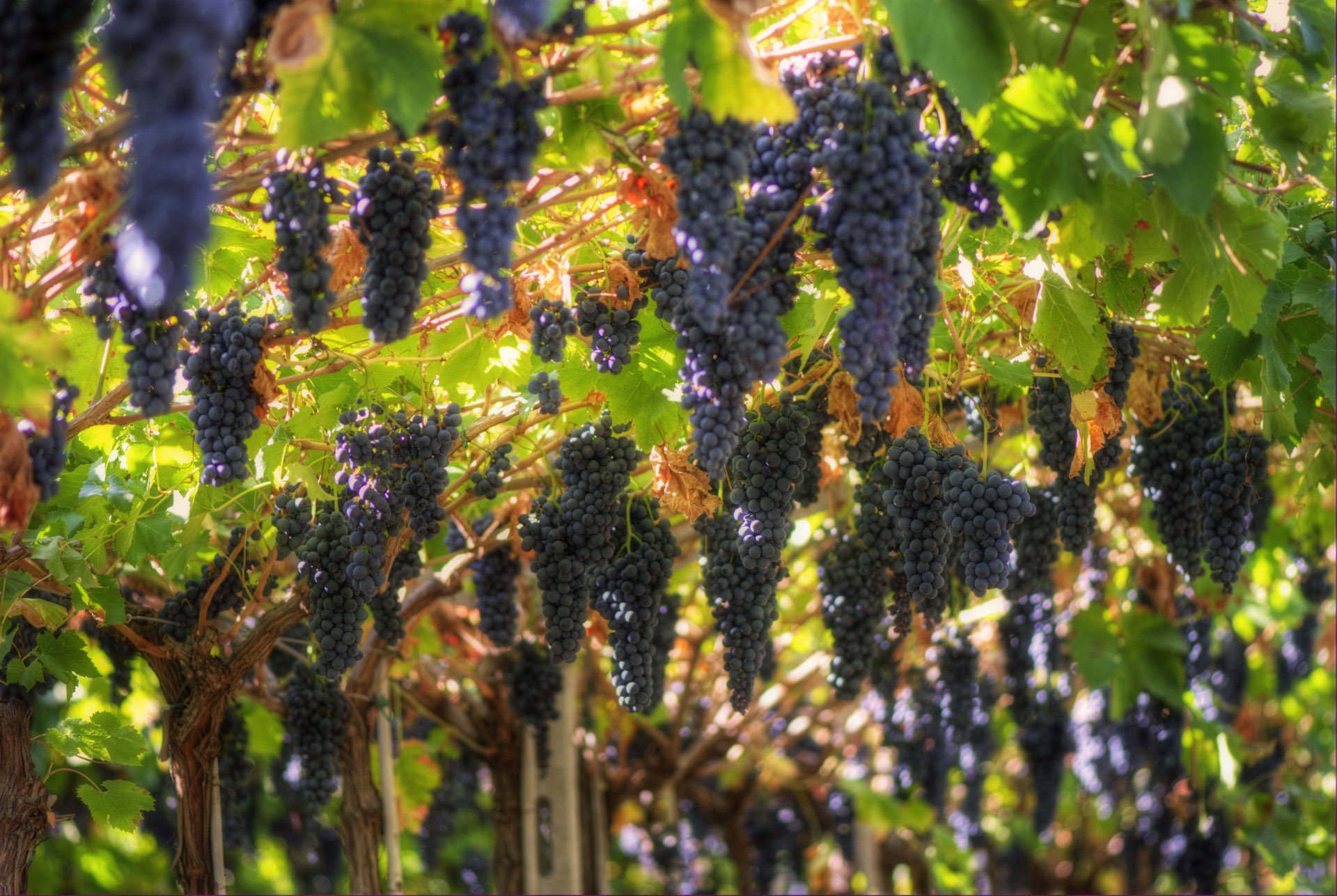
Grappoli d'uva crescono nei vitigni della Valpolicella

Valpolicella è sinonimo di viticultura; vi si produce infatti il "Valpolicella", pregiato vino italiano DOC. Esso si ottiene dalle uve di tre vitigni diversi presenti nel territorio: la Corvina, la Molinara e la Rondinella. Si ha notizia della dedizione del territorio verso la viticultura già in epoca romana, ma è nel Medioevo che si ebbe una forte crescita dell'attività. Si pensa che già nel XIV secolo il 30-40% del territorio agricolo fosse dedicato esclusivamente alla coltivazione dell'uva. Oltre al "Valpolicella" possiamo trovare il "Valpolicella classico", che viene realizzato esclusivamente da vitigni situati nella zona della Valpolicella storica (nella zona, appunto, "classica") e il "Valpolicella Ripasso", caratterizzato da una macerazione con vinacce fermentate di uve appassite. Dal ripasso si realizza un'ulteriore tipologia di vino: il Valpolicella Superiore, che grazie ad un affinamento lungo almeno un anno, arriva a possedere un'alcolicità più elevata, un'acidità più bassa e una maggior rotondità. Il Valpolicella è adatto ad abbinarsi con svariati salumi e prodotti di norcineria locali (quali lardo, soppressa, pancetta), con primi piatti di pasta, riso e soprattutto con minestre e zuppe di verdure. Per quanto attiene ai secondi piatti, si accompagna sia con quelli della cucina tradizionale (come il fegato alla veneziana) che con le carni bianche. Ottimo con i formaggi di media stagionatura.

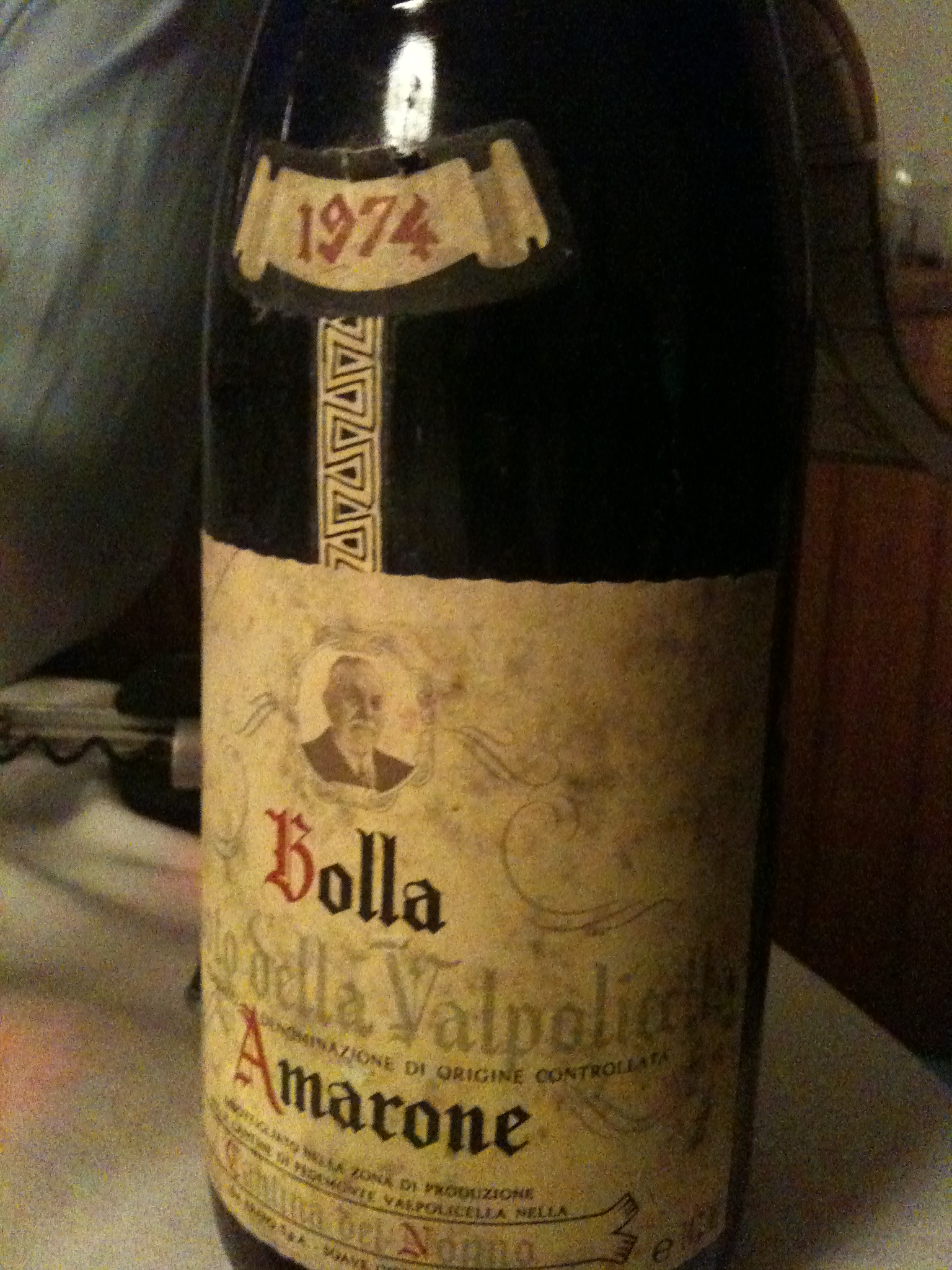
Bottiglia di Amarone "Bolla"

L'Ottocento è il secolo in cui nacquero e si svilupparono le scienze agronomiche e viticole. È questo il periodo nel quale vennero fondate le prime cantine sociali. Nel 1888 si sentì parlare per la prima volta di Recioto (chiamato allora Rechiotto), vino prodotto con le medesime uve e nelle medesime zone dei vini del "Valpolicella", ma dopo averle sottoposte ad un leggero appassimento. Questo vino dal sapore dolce e vellutato, considerato da dessert, si sposa in particolare con un cioccolato intenso.
È proprio partendo dal Recioto che si ebbe la nascita di uno dei vini rossi veneti più conosciuti, che ha reso la Valpolicella celebre in tutto il mondo: l'Amarone. Il nome deriva dalla parola “amaro”, adottata per distinguerlo dalla dolcezza del Recioto da cui origina.
Esso nacque nel 1936 nella Cantina Sociale Valpolicella, ma per avere una sua prima commercializzazione ufficiale si dovette aspettare il 1953, anno nel quale avvenne il primo imbottigliamento da parte della cantina di Negrar.
L'Amarone risulta essere in sintonia con i cibi dell'autunno e dell'inverno, come ad esempio: brasati, stracotti, spezzatini e arrosti soprattutto di selvaggina ovvero con piatti "importanti". Si adatta bene anche con i salumi (come la soppressa veronese) ed ai piatti tipici della tradizione valpolicellese, quali "pasta e fasoi" e lo stesso "risotto all'Amarone".

### Fonti antiche
- Ordini, e Consuetudini, che si osservano nell'Offitio del Vicariato della Valpolicella, Verona, 1731, ISBN non esistente.
- Giuseppe Biadego, La dominazione austriaca e il sentimento pubblico a Verona dal 1814 al 1847, Roma, 1899, SBN SBL0732421.
- Pio Brugnoli, La Valpolicella. Cenni storici, Verona, 1920, ISBN non esistente.
- Alessandro Carli, Istoria della città di Verona sino all'anno 1517 divisa in undici epoche, Verona, Dalla stamperia Giuliari, 1796, SBN UBOE001537.
- Giovambattista Da Persico, Descrizione di Verona e della sua provincia, Verona, 1820, SBN MODE025810.
- Giuseppe Forchielli, Collegialità di chierici nel Veronese, 1928, SBN UFI0465247.
- Luigi Messedaglia, Un umanista di Negrar: Giangiacomo Pigari e la sua edizione dei "Privilegia et iura" della Valpolicella, Venezia, 1943, SBN TO01054163.
- Luigi Messedaglia, Arbizzano e Novare: storia di una terra della Valpolicella, Verona, 1944, SBN CUB0452108.
- Enrico Nicolis, Marmi, pietre e terre coloranti della Provincia di Verona, Verona, 1900, SBN VIA0052181.
- Giovanni Battista Perez, La provincia di Verona ed i suoi vini: cenni, informazioni ed analisi, Verona, 1900, SBN VIA0052175.
- Osvaldo Perini, Storia di Verona dal 1790 al 1822, Verona, 1873, SBN VIA0072763.
- Giangiacomo Pigari, Privilegia et iura communitatis, et hominum Vallis Pulicellae, Verona, 1588, ISBN non esistente.
- Torello Saraina, Le historie e fatti de' Veronesi nelli tempi, d'il popolo et Signori Scaligeri, Verona, 1542, SBN UBOE022160.
- Antonio Renato Toniolo, La Valpolicella: contributo al glossario dei nomi territoriali italiani, Tipografia di M. Ricci, 1913, SBN PUV0568855.

### Fonti moderne
- Alessandra Aspes, Il Veneto nell'antichità: preistoria e protostoria, Verona, Banca Popolare di Verona, 1984, ISBN 1-931909-05-9.
- Andrea Castagnetti, La Valpolicella: dall'alto medioevo all'età comunale, Verona, Centro di documentazione per la storia della Valpolicella, 1984, SBN CFI0101570.
- Andrea Castagnetti e Gian Maria Varanini, Il veneto nel Medioevo: Dai Comuni cittadini al predominio scaligero nella Marca, Verona, Banca Popolare di Verona, 1991, ISBN 88-04-36999-X.
- Giorgio Chiericato e Roberto Rigato, Un vecchio trenino. La ferrovia Verona-Caprino-Garda, Verona, Civiltà Veronese Progetti, 1993, ISBN 978-88-6502-001-2.
- Eugenio Cipriani, Escursioni in Valpolicella, Verona, Cierre, 1991, ISBN 88-85923-22-4.
- Rinaldo Dal Negro, Contea e vicariato della Valpolicella, Banco popolare di Verona e Novara, 2003, SBN PBE0088040.
- Gabriele Fedrigo, Negrarizzazione. Speculazione edilizia, agonia delle colline e fuga della bellezza, Verona, QuiEdit, 2010, ISBN 978-88-6464-054-9.
- Egidio Ferrari, L'amministrazione della Valpolicella attraverso 2 documenti a stampa di epoca veneziana, Verona, 1998, SBN PUV1095163.
- Vittorio Jacobacci, La piazzaforte di Verona sotto la dominazione austriaca 1814-1866, Verona, Cassa di Risparmio di Verona Vicenza e Belluno, dicembre 1980, SBN LO11546836.
- Mario Luciolli, Ville della Valpolicella, Verona, Jago edizioni, 2008, ISBN 978-88-89593-09-7.
- Patrizia Patelli (a cura di), La Valpolicella - Collana antichi borghi e luoghi d'incanto, San Giovanni Lupatoto, Arsenale Editore, 2009, ISBN 88-571-0124-X.
- Lamberto Paronetto (a cura di), Guida ai vini d'Italia, Milano, Arnoldo Mondadori Editore, 1980,  p. 146, SBN SBL0337614.
- Giovanni Priante, L'Arena e Verona: 140 anni di storia, Verona, 2007, ISBN non esistente.
- Arturo Sandrini e Pierpaolo Brugnoli, Architettura a Verona nell'età della Serenissima, Verona, Banca Popolare di Verona, 1988, SBN CFI0113116.
- Arturo Sandrini e Pierpaolo Brugnoli, Architettura a Verona dal periodo napoleonico all'età contemporanea, Verona, Banca Popolare di Verona, 1994, SBN RER0012380.
- Giuseppe Silvestri, La Valpolicella, Centro di documentazione per la storia della Valpolicella, 1950, SBN VIA0033466.
- Giovanni Solinas, Storia di Verona, Verona, Centro Rinascita, 1981, SBN SBL0619693.
- Amelio Tagliaferri, I Longobardi nella civiltà e nell'economia italiana del primo Medioevo, Milano, Giuffrè, 1965,  p. 52, SBN SBL0423633.